# Popis vrsta roda Piper
Popis vrsta roda Piper
1. Piper abajoense Bornst.
2. Piper abalienatum Trel.
3. Piper abbadianum Yunck.
4. Piper abbreviatum Opiz
5. Piper abellinum Trel. & Yunck.
6. Piper aberrans C.DC.
7. Piper abutiloides (Kunth) Kunth ex Steud.
8. Piper achoteanum Trel.
9. Piper achotense Trel. & Yunck.
10. Piper achromatolepis Trel.
11. Piper achupallasense Yunck.
12. Piper acre Blume
13. Piper actae Trel.
14. Piper acutamentum C.DC.
15. Piper acutibracteum C.DC.
16. Piper acutifolium Ruiz & Pav.
17. Piper acutilimbum C.DC.
18. Piper acutissimum Trel.
19. Piper acutistigmum C.DC.
20. Piper acutistipulum C.DC.
21. Piper acutiusculum C.DC.
22. Piper acutulum Trel.
23. Piper adamatum Trel. & Standl.
24. Piper addisonii Yunck.
25. Piper adenandrum (Miq.) C.DC.
26. Piper adenophlebium Trel.
27. Piper admirabile Yunck.
28. Piper adreptum Trel.
29. Piper aduncum L.
30. Piper aequale Vahl
31. Piper aereum Trel.
32. Piper aeruginosibaccum Trel.
33. Piper affectans Trel.
34. Piper affictum Trel.
35. Piper afflictum Trel.
36. Piper agellifolium Trel. & Yunck.
37. Piper aghaense E.F.Guim. & Carv.-Silva
38. Piper agostiniorum Steyerm.
39. Piper aguacalientis Trel.
40. Piper aguadulcense Yunck.
41. Piper agusanense C.DC.
42. Piper ailigandiense Callejas
43. Piper alajuelanum Trel.
44. Piper alatabaccum Trel. & Yunck.
45. Piper alatipetiolatum Yunck.
46. Piper albamentum C.DC.
47. Piper albanense Yunck.
48. Piper albiciliatum Yunck.
49. Piper albidiflorum C.DC.
50. Piper albidistigmatum C.DC.
51. Piper albidum Kunth
52. Piper albogranulatum Trel.
53. Piper albomaculatum D.Dietr.
54. Piper albopapillatum Trel.
55. Piper albopilosum Yunck.
56. Piper albopunctatum C.DC.
57. Piper albopunctulatissimum Trel.
58. Piper albozonatum C.DC.
59. Piper albuginiferum Trel.
60. Piper alexii Callejas
61. Piper aleyreanum C.DC.
62. Piper allardii Yunck.
63. Piper allatum Trel.
64. Piper allisum Trel.
65. Piper alnoides (Kunth) Kunth ex Steud.
66. Piper altevaginans Trel.
67. Piper alushii Callejas
68. Piper alveolatum Opiz
69. Piper amalago L.
70. Piper amoenum Yunck.
71. Piper amparoense Yunck.
72. Piper amphibium Trel.
73. Piper amphioxys Trel.
74. Piper amphitrichum Trel.
75. Piper amphoricarpum Trel.
76. Piper amplectenticaule Trel. & Yunck.
77. Piper amplum (Kunth) Steud.
78. Piper anastylum Trel.
79. Piper andakiensis W.Trujillo-C. & Callejas
80. Piper andreanum C.DC.
81. Piper andresense Trel.
82. Piper androgynum C.DC.
83. Piper angamarcanum Sodiro ex C.DC.
84. Piper angsiense I.M.Turner
85. Piper angustifolium Lam.
86. Piper angustipeltatum Merr.
87. Piper anisophyllum Trel.
88. Piper anisopleurum C.DC.
89. Piper anisotis Hook.f.
90. Piper anisotrichum C.DC.
91. Piper anisum (Spreng.) Angely
92. Piper annulatispicum Trel. & Yunck.
93. Piper anonifolium (Kunth) Steud.
94. Piper anonymum Trel.
95. Piper anostachyum Yunck.
96. Piper antherisobovatum Callejas
97. Piper antioquiense C.DC.
98. Piper antonense Callejas
99. Piper apertum Trel.
100. Piper apodum Trel.
101. Piper appendiculatum (Benth.) C.DC.
102. Piper apurimacanum Trel.
103. Piper apus Trel.
104. Piper aramanum C.DC.
105. Piper araneatum Trel.
106. Piper araquei Yunck.
107. Piper arbelaezii Trel. & Yunck.
108. Piper arboreum Aubl.
109. Piper arborigaudens C.DC.
110. Piper arborioccupans Trel. ex Callejas
111. Piper arcessitum Trel.
112. Piper archeri Trel. & Yunck.
113. Piper arcteacuminatum Trel.
114. Piper arcuatum Blume
115. Piper arduum Trel.
116. Piper arenicola Trel.
117. Piper areolatum (Miq.) C.DC.
118. Piper arfakianum C.DC.
119. Piper argentamentum Trel. & Yunck.
120. Piper argyrites Ridl. ex C.DC.
121. Piper argyroneurum Hallier f.
122. Piper argyrophyllum Miq.
123. Piper arieianum C.DC.
124. Piper aristolochiphyllum Quisumb.
125. Piper armatum Trel. & Yunck.
126. Piper aromaticaule Callejas
127. Piper arrectispicum Trel.
128. Piper arreptum Trel.
129. Piper artanthe C.DC.
130. Piper artanthopse C.DC.
131. Piper articulatum A.Rich.
132. Piper arunachalense Gajurel, Rethy & Y.Kumar
133. Piper arundinetorum Trel.
134. Piper ascendentispicum Trel.
135. Piper asclepiadifolium Trel.
136. Piper aserrianum Trel.
137. Piper aspericaule Trel.
138. Piper asperilimbum C.DC.
139. Piper asperiusculum Kunth
140. Piper asperulibaccum C.DC.
141. Piper asplundii Yunck.
142. Piper asterocarpum Trel.
143. Piper asterostigmum Quisumb.
144. Piper asterotrichum C.DC.
145. Piper asymmetricum C.DC.
146. Piper atlantidanum Trel.
147. Piper atrichopus Trel.
148. Piper atrobaccum Trel. & Yunck.
149. Piper atroglandulosum Tebbs
150. Piper atropremnon Trel.
151. Piper attenuatamentum Trel.
152. Piper attenuatum Buch.-Ham. ex Miq.
153. Piper augustum Rudge
154. Piper aulacospermum Callejas
155. Piper auriculiferum Trel.
156. Piper auriculilaminum Yunck.
157. Piper aurilimbum C.DC.
158. Piper auritifolium Trel.
159. Piper auritum Kunth
160. Piper aurorubrum C.DC.
161. Piper austini Trel.
162. Piper austrocaledonicum C.DC.
163. Piper austromexicanum Trel.
164. Piper austrosinense Y.C.Tseng
165. Piper avanum Wall.
166. Piper avellanum (Miq.) C.DC.
167. Piper azuaiense Yunck.
168. Piper azupizuanum Trel.
169. Piper baccans (Miq.) C.DC.
170. Piper baccatum Blume
171. Piper baculiferum Trel.
172. Piper baezanum Sodiro ex C.DC.
173. Piper baezense Trel.
174. Piper baguionum C.DC.
175. Piper bahianum Yunck.
176. Piper bajanum Trel. & Yunck.
177. Piper bakeri C.DC. ex Callejas
178. Piper bakerianum C.DC.
179. Piper balansae C.DC.
180. Piper balsapuertanum Trel.
181. Piper bambusifolium Y.C.Tseng
182. Piper bangii C.DC.
183. Piper bangkanum C.DC.
184. Piper bantamense Blume
185. Piper baracoanum León
186. Piper baramense C.DC.
187. Piper barbatum Kunth
188. Piper barberi Gamble
189. Piper barbicuspe Trel.
190. Piper barbinerve Trel.
191. Piper barbirostre Trel.
192. Piper barbispicum C.DC.
193. Piper barbosanum Trel. & Yunck.
194. Piper barbulantherum Trel.
195. Piper barbulatum C.DC.
196. Piper barcoense Yunck.
197. Piper barkleyi Yunck.
198. Piper barretoi Yunck.
199. Piper barriosense Trel. & Standl.
200. Piper bartlingianum (Miq.) C.DC.
201. Piper basegibbosum Callejas
202. Piper basilobatum Trel. & Yunck.
203. Piper batuanum C.DC.
204. Piper beccarii C.DC.
205. Piper begoniicolor Trel. & Yunck.
206. Piper begoniifolium Hook. & Arn.
207. Piper begoniiforme Yunck.
208. Piper belicense Callejas
209. Piper bellidifolium Yunck.
210. Piper belloi Yunck.
211. Piper bellum Yunck.
212. Piper belterraense Yunck.
213. Piper bengalense C.DC.
214. Piper bennettianum C.DC.
215. Piper berembunense Chaveer. & Sudmoon
216. Piper berlandieri C.DC.
217. Piper bermejanum Trel. & Yunck.
218. Piper bernoullii C.DC. ex Callejas
219. Piper berryi Steyerm.
220. Piper betle L.
221. Piper betleoides C.DC.
222. Piper betloides Chaveer. & Tanomtong
223. Piper biauritum C.DC.
224. Piper bicorne Carv.-Silva, E.F.Guim. & L.A.Pereira
225. Piper bikanum O.Schwartz
226. Piper bilobulatum C.DC.
227. Piper bipedale C.DC.
228. Piper bipunctatum C.DC.
229. Piper biritak Trel. & Standl.
230. Piper bisasperatum Trel.
231. Piper biseriatum C.DC.
232. Piper bistigmatum C.DC.
233. Piper blattarum Spreng.
234. Piper blepharilepidum Trel.
235. Piper boehmeriifolium (Miq.) Wall. ex C.DC.
236. Piper boissierianum C.DC.
237. Piper boivinii C.DC.
238. Piper bojonyum C.DC.
239. Piper bolanicum Schltr. ex R.O.Gardner
240. Piper bolivaranum Yunck.
241. Piper bolivianum C.DC.
242. Piper bonii C.DC.
243. Piper boorsroae C.DC.
244. Piper boqueronense Callejas
245. Piper boquetense Yunck.
246. Piper boquianum Trel. & Yunck.
247. Piper borbonense (Miq.) C.DC.
248. Piper borneense N.E.Br.
249. Piper bosnicanum C.DC.
250. Piper botrytes Vahl
251. Piper bourgeaui C.DC.
252. Piper bowiei Yunck.
253. Piper brachipilum Yunck.
254. Piper brachistopodum C.DC.
255. Piper brachypetiolatum Yunck.
256. Piper brachypodon (Benth.) C.DC.
257. Piper brachypus Trel.
258. Piper brachystylum Trel.
259. Piper brachytrichum Trel.
260. Piper bradei Yunck.
261. Piper brassii Trel.
262. Piper bredemeyeri J.Jacq.
263. Piper breedlovei Callejas
264. Piper brenesii C.DC.
265. Piper breve C.DC.
266. Piper brevesanum Yunck.
267. Piper breviamentum C.DC.
268. Piper brevicuspe (Miq.) Merr.
269. Piper brevifolium C.DC.
270. Piper brevilimbum C.DC.
271. Piper brevipedicellatum Bornst.
272. Piper brevipedunculatum C.DC.
273. Piper brevipes C.DC.
274. Piper brevispicum C.DC.
275. Piper brevistigmum C.DC.
276. Piper brevistrigillosum Trel.
277. Piper brevistylum C.DC.
278. Piper brewsteri Callejas
279. Piper brisasense Yunck.
280. Piper brongniartii (Miq.) C.DC.
281. Piper brownsbergense Yunck.
282. Piper bryogetum C.DC.
283. Piper buchii Urb.
284. Piper buchingeri C.DC. ex Callejas
285. Piper bullatifolium Sodiro
286. Piper bullatilimbum Pilg.
287. Piper bullosum C.DC.
288. Piper bullulatum M.A.Jaram.
289. Piper bullulifolium Trel.
290. Piper burenii C.DC.
291. Piper burgeri Callejas
292. Piper burkillii Ridl.
293. Piper buruanum Miq.
294. Piper cabagranum C.DC.
295. Piper caballetense R.Bernal
296. Piper caballo-cochanum Trel.
297. Piper cabralanum C.DC.
298. Piper cachimboense Yunck.
299. Piper cacuminum C.DC.
300. Piper cadenaense Tebbs
301. Piper caducibracteum C.DC.
302. Piper cajamarcanum Yunck.
303. Piper cajambrense Trel. & Yunck.
304. Piper caladiifolium (Miq.) C.DC.
305. Piper calamistratum Trel.
306. Piper calanyanum Trel. & Yunck.
307. Piper calcaratum C.DC.
308. Piper calcariforme Tebbs
309. Piper calceolarium C.DC.
310. Piper caldasianum (Miq.) Yunck.
311. Piper caldense C.DC.
312. Piper calderonii Trel. ex Callejas
313. Piper caliendriferum Trel.
314. Piper callcanense Trel.
315. Piper callibracteum C.DC.
316. Piper callosum Ruiz & Pav.
317. Piper calocoma (Miq.) C.DC.
318. Piper calophyllum C.DC.
319. Piper calvarii S.M.Niño & Dorr
320. Piper calvescens Trel.
321. Piper calvescentinerve Trel.
322. Piper calvibaccum Trel.
323. Piper calvilimbum C.DC.
324. Piper calvirameum C.DC.
325. Piper cambessedesii (Miq.) C.DC.
326. Piper cambodianum C.DC.
327. Piper camiloi Yunck.
328. Piper campanum Yunck.
329. Piper camphoriferum C.DC.
330. Piper campii Yunck.
331. Piper camptostachys Urb.
332. Piper canaense Standl.
333. Piper canaliculum Tebbs
334. Piper canastrense E.F.Guim. & Carv.-Silva
335. Piper canavillosum Steyerm.
336. Piper candelarianum C.DC.
337. Piper candollei Sodiro
338. Piper canescens J.Mathew
339. Piper canovillosum Steyerm.
340. Piper capacibracteum Trel.
341. Piper capense L.f.
342. Piper capillipes Trel. & Yunck.
343. Piper capillistipes Trel.
344. Piper capitarianum Yunck.
345. Piper capitellatum C.DC.
346. Piper captum Trel.
347. Piper caquetanum Yunck.
348. Piper caracolanum C.DC.
349. Piper caranoense W.Trujillo-C.
350. Piper cararense Trel. & Yunck.
351. Piper carautensei E.F.Guim. & Carv.-Silva
352. Piper carizalanum C.DC.
353. Piper carlosii Trel. & Yunck.
354. Piper carminis Trel.
355. Piper carnibracteum C.DC.
356. Piper carniconnectivum C.DC.
357. Piper carnistigmum C.DC.
358. Piper carpinteranum C.DC.
359. Piper carpunya Ruiz & Pav.
360. Piper carrapanum Trel.
361. Piper carrilloanum C.DC.
362. Piper cartagoanum C.DC.
363. Piper casapiense (Miq.) C.DC.
364. Piper casimirianum Hemsl.
365. Piper cassinoides Opiz
366. Piper casteloense Yunck.
367. Piper castroanum Trel. & Yunck.
368. Piper cataractarum Trel.
369. Piper cathayanum M.G.Gilbert & N.H.Xia
370. Piper cativalense Trel.
371. Piper catripense Yunck.
372. Piper caucaense Yunck.
373. Piper caudatifolium Trel.
374. Piper cavalcantei Yunck.
375. Piper cavendishioides Trel. & Yunck.
376. Piper cayoense Trel.
377. Piper ceanothifolium Kunth
378. Piper ceibense C.DC.
379. Piper cejanum Trel. & Yunck.
380. Piper celebicum Blume
381. Piper celer Trel.
382. Piper celsum Trel.
383. Piper celtidiforme Opiz
384. Piper cenocladum C.DC.
385. Piper centroense Trel. & Yunck.
386. Piper ceramicum (Miq.) C.DC.
387. Piper cercidiphyllum Trel.
388. Piper cernuum Vell.
389. Piper cerrocampanum Callejas
390. Piper cerronianum Steyerm.
391. Piper certeguiense Trel. & Yunck.
392. Piper chacaritaense Callejas
393. Piper chagresianum Trel.
394. Piper chalhuapuquianum Trel.
395. Piper chamissonis (Miq.) Steud.
396. Piper chanchamayanum Trel.
397. Piper chanekii Trel.
398. Piper changuinolanum Trel.
399. Piper chantaranothaii Suwanph. & D.A.Simpson
400. Piper chavicoides (Miq.) C.DC.
401. Piper cheyennense Trel. & Standl.
402. Piper chiadoense Yunck.
403. Piper chiangdaoense Suwanph. & Chantar.
404. Piper chiapasense Callejas
405. Piper chimborazoense Yunck.
406. Piper chimonanthifolium (Kunth) Kunth ex Steud.
407. Piper chinantlense M.Martens & Galeotti
408. Piper chinense Miq.
409. Piper chiquihuitense Trel. & Standl.
410. Piper chiriquinum C.DC.
411. Piper chirripoense C.DC.
412. Piper chlorostachyum C.DC.
413. Piper choapamense Trel. ex Callejas
414. Piper christyi C.DC.
415. Piper chromatolepis Trel.
416. Piper chrysoneurum Trel.
417. Piper chrysostachyum C.DC.
418. Piper chuarense M.A.Jaram. & Callejas
419. Piper chumboense Yunck.
420. Piper churruyacoanum Trel. & Yunck.
421. Piper churumayu Ruiz & Pav.
422. Piper cicatriculosum Trel. & Yunck.
423. Piper cihuatlanense Bornst.
424. Piper ciliatifolium Trel.
425. Piper cilibracteum C.DC.
426. Piper cililimbum Yunck.
427. Piper ciliomarginatum Görts & Christenh.
428. Piper cincinnatum Trel.
429. Piper cinereocaule C.DC.
430. Piper cinereum C.DC.
431. Piper cingens C.DC.
432. Piper ciniflonis Trel.
433. Piper circumspectantis Trel.
434. Piper cirratum Trel.
435. Piper cisnerosense Trel. & Yunck.
436. Piper cispontinum Trel.
437. Piper claseanum Bornst.
438. Piper clathratum Sodiro ex C.DC.
439. Piper claudii C.DC.
440. Piper claussenianum (Miq.) C.DC.
441. Piper clavibracteum C.DC.
442. Piper clavuligerum Trel.
443. Piper clivicola Standl. & L.O.Williams
444. Piper clypeatum Wall. ex Hook.f.
445. Piper coactile Ridl.
446. Piper coactipilum Trel.
447. Piper coactoris Trel.
448. Piper coariense Yunck.
449. Piper cobanense Trel.
450. Piper cobarianum Trel. & Yunck.
451. Piper coccoloboides (Kunth) Kunth ex Steud.
452. Piper cochleatum Sodiro
453. Piper coclense Callejas
454. Piper cocornanum Trel. & Yunck.
455. Piper cocquericotense Trel.
456. Piper coeloneurum Diels
457. Piper coilostachyum C.DC.
458. Piper colaphitolerans Trel.
459. Piper colipanum C.DC.
460. Piper colligatispicum Trel. & Yunck.
461. Piper collinum C.DC.
462. Piper colonense C.DC.
463. Piper colotlipanense Bornst.
464. Piper colubrinum Link
465. Piper comasense Trel.
466. Piper comatum Trel.
467. Piper comayaguanum Trel.
468. Piper come Trel. & Standl.
469. Piper commutatum Steud.
470. Piper compactum Trel.
471. Piper concepcionis Trel.
472. Piper concinnifolium Trel.
473. Piper concretiflorum C.DC.
474. Piper conditum Trel.
475. Piper condotoense Trel. & Yunck.
476. Piper conejoense Trel. & Yunck.
477. Piper confertinodum (Trel. & Yunck.) M.A.Jaram. & Callejas
478. Piper confusionis Trel.
479. Piper confusum C.DC.
480. Piper conibaccum C.DC.
481. Piper conispicum Trel.
482. Piper coniunctonis Callejas
483. Piper conquistanum Yunck.
484. Piper consanguineum (Kunth) Steud.
485. Piper constanzanum (C.DC.) Urb.
486. Piper contraverrugosum (Cuatrec.) R.Bernal
487. Piper controversum Steud.
488. Piper conversum Trel.
489. Piper cooperi Yunck.
490. Piper copacabanense Trel.
491. Piper copeyanum (C.DC.) Trel.
492. Piper coralfalgense C.DC.
493. Piper corcovadense (Miq.) C.DC.
494. Piper cordatilimbum Quisumb.
495. Piper cordatum C.DC.
496. Piper cordiforme Steyerm.
497. Piper cordilimbum C.DC.
498. Piper cordillerianum C.DC.
499. Piper cordoncillo Trel.
500. Piper cordovanum C.DC.
501. Piper corei (Yunck.) R.Bernal
502. Piper coriaceilimbum C.DC.
503. Piper corintoananum Yunck.
504. Piper cornifolium Kunth
505. Piper cornilimbum C.DC.
506. Piper coronanum Trel. & Standl.
507. Piper coronatibracteum Trel.
508. Piper corozalanum Trel.
509. Piper corpulentispicum Trel. & Yunck.
510. Piper corrugatum Kuntze
511. Piper coruscans Kunth
512. Piper corylistachyopsis Trel.
513. Piper costaricense C.DC.
514. Piper costatum C.DC.
515. Piper costulatum C.DC.
516. Piper courtallense P.K.Mukh.
517. Piper cowanii (Yunck.) Yunck.
518. Piper coyolesense Trel.
519. Piper crassicaule Trel.
520. Piper crassinervium Kunth
521. Piper crassipedunculum Yunck.
522. Piper crassipes Korth. ex Miq.
523. Piper crassistilum Yunck.
524. Piper crassum Blume
525. Piper crebrinodum C.DC.
526. Piper crenatifolium Trel. & Yunck.
527. Piper crenulatibracteum C.DC.
528. Piper crenulatum Steyerm.
529. Piper cricamolense Trel.
530. Piper criniovarium Yunck.
531. Piper crispatum A.C.Sm.
532. Piper cristalinanum Trel. & Yunck.
533. Piper cristicola Trel.
534. Piper cristinanum Trel. & Standl.
535. Piper crocatum Ruiz & Pav.
536. Piper cuasianum Standl.
537. Piper cuatrecasasii (Trel. & Yunck.) R.Bernal
538. Piper cubataonum C.DC.
539. Piper cubeba L.f.
540. Piper cubilquitzianum C.DC.
541. Piper cucullatum Callejas
542. Piper cufodontii Trel.
543. Piper culebranum C.DC.
544. Piper cumanense Kunth
545. Piper cumaralense C.DC.
546. Piper cumbasonum C.DC.
547. Piper cumbotianum C.DC.
548. Piper cuniculorum Trel. & Yunck.
549. Piper cunninghamii Yunck.
550. Piper cupreatum Trel.
551. Piper curridabatanum Trel.
552. Piper curtifolium C.DC.
553. Piper curtilimbum C.DC.
554. Piper curtipetiolum C.DC.
555. Piper curtirachis W.C.Burger
556. Piper curtisii C.DC.
557. Piper curtispicum C.DC.
558. Piper curtistilum C.DC.
559. Piper curtistipes C.DC.
560. Piper curvatipes Trel.
561. Piper curvatum Ruiz & Pav.
562. Piper curvinervium Callejas & Betancur
563. Piper curvipilum Trel.
564. Piper cuspidatum Desv.
565. Piper cuspidibracteatum Yunck.
566. Piper cuspidiflorum Callejas
567. Piper cuspidilimbum C.DC.
568. Piper cuspidispicum Trel.
569. Piper cutucuense Yunck.
570. Piper cuyabanum C.DC.
571. Piper cuyunianum Steyerm.
572. Piper cyanophyllum Trel.
573. Piper cyphophyllopse Trel. & Yunck.
574. Piper cyphophyllum C.DC.
575. Piper cyprium Trel. & Yunck.
576. Piper cyrtopodum (Miq.) C.DC.
577. Piper cyrtostachys Ridl.
578. Piper dactylostigmum Yunck.
579. Piper daedalum Trel.
580. Piper daguanum C.DC.
581. Piper damiaoshanense Y.C.Tseng
582. Piper daniel-gonzalezii Trel.
583. Piper darienense C.DC.
584. Piper dasyoura (Miq.) C.DC.
585. Piper dasypodum (Miq.) C.DC.
586. Piper dasypogon C.DC.
587. Piper davaoense C.DC.
588. Piper davidianum C.DC.
589. Piper davidsoniae Yunck.
590. Piper dawsonii Trel.
591. Piper deamii Trel.
592. Piper decipiens (Miq.) C.DC.
593. Piper decrescens (Miq.) C.DC.
594. Piper decumanum L.
595. Piper decurrens C.DC.
596. Piper decurtispicum (Trel. & Yunck.) Callejas
597. Piper dedititium Trel.
598. Piper deductum Trel.
599. Piper deflexispicum Trel.
600. Piper degeneri A.C.Sm.
601. Piper delectans Trel.
602. Piper delicatum C.DC.
603. Piper deliciasanum Steyerm.
604. Piper delirioi Sarnaglia & E.F.Guim.
605. Piper deltoideocarpum Trel.
606. Piper demeraranum (Miq.) C.DC.
607. Piper demoratum Trel.
608. Piper dempoanum C.DC.
609. Piper dendroamans Trel. ex Callejas
610. Piper dennisii Trel.
611. Piper densiciliatum Yunck.
612. Piper denudatissimum Callejas
613. Piper depressibaccum Trel.
614. Piper descourtilsianum C.DC.
615. Piper desultorium Trel.
616. Piper detonsum Trel.
617. Piper diazanum Trel.
618. Piper dichotomum Ruiz & Pav.
619. Piper dichroostachyum Trel. & Yunck.
620. Piper diffamatum Trel. & Yunck.
621. Piper diffundum Yunck.
622. Piper diffusum Vahl
623. Piper diguaense Yunck.
624. Piper dilatatum Rich.
625. Piper dimetrale C.DC.
626. Piper dimorphophyllum Trel.
627. Piper dimorphotrichum Yunck.
628. Piper dimorphum Callejas
629. Piper dindingsianum C.DC.
630. Piper diospyrifolium (Kunth) Kunth ex Steud.
631. Piper dipterocarpinum C.DC.
632. Piper diquisanum C.DC.
633. Piper discriminatum Trel. & Yunck.
634. Piper disparifolium Trel.
635. Piper disparinervium Callejas
636. Piper disparipes Trel.
637. Piper disparipilum C.DC.
638. Piper dissimulans Trel.
639. Piper distichum Trel. & Yunck.
640. Piper distigmatum Yunck.
641. Piper divaricatum G.Mey.
642. Piper diversipilum Trel.
643. Piper divortans Trel. & Yunck.
644. Piper divulgatum Trel. & Yunck.
645. Piper djabia C.DC.
646. Piper dodsonii Yunck.
647. Piper doiphukhaense Suwanph. & Chantar.
648. Piper dolichostachyum M.G.Gilbert & N.H.Xia
649. Piper dolichostylum Callejas & Betancur
650. Piper dolichotrichum Yunck.
651. Piper domingense C.DC.
652. Piper donnell-smithii C.DC.
653. Piper dotanum Trel.
654. Piper douglasii Callejas
655. Piper dravidii Lekhak, Kambale & S.R.Yadav
656. Piper dryadum C.DC.
657. Piper duartei E.F.Guim. & Carv.-Silva
658. Piper duckei C.DC.
659. Piper dukei Yunck.
660. Piper dulce Trel.
661. Piper dumeticola C.DC.
662. Piper dumiformans C.DC.
663. Piper dumosum Rudge
664. Piper dunlapii Trel.
665. Piper dunstervilleorum Steyerm.
666. Piper durilignum C.DC.
667. Piper durilimbum C.DC.
668. Piper durionoides Suwanph. & Chantar.
669. Piper durvilleanum (Miq.) Trel.
670. Piper dussii C.DC.
671. Piper ecallosum Trel.
672. Piper echeverrianum Trel.
673. Piper echinocaule Yunck.
674. Piper echinovarium Yunck.
675. Piper ecuadorense Sodiro
676. Piper edurum Trel.
677. Piper edwallii Yunck.
678. Piper ejuncidum Trel.
679. Piper elasmophyllum Trel.
680. Piper elatostema Hallier f.
681. Piper elbancoanum Trel. & Yunck.
682. Piper elbertii C.DC.
683. Piper elcaranyanum Trel. & Yunck.
684. Piper eldoradense Trel. ex Callejas
685. Piper ellipticifolium Yunck.
686. Piper ellipticolanceolatum (C.DC.) Trel.
687. Piper ellsworthii (Trel. & Yunck.) R.Bernal
688. Piper elmeri Merr.
689. Piper elongatum Vahl
690. Piper elparamoense Yunck.
691. Piper emancipationis Trel.
692. Piper emmerichianum Yunck.
693. Piper emollitum Trel.
694. Piper emygdioi Yunck.
695. Piper enckeaespicum (Trel. & Yunck.) Callejas
696. Piper endlicherianum (Miq.) Trel.
697. Piper enenyasense Trel.
698. Piper enganyanum Trel. & Yunck.
699. Piper ensifolium Quisumb.
700. Piper entradense Trel. & Yunck.
701. Piper epigynium C.DC.
702. Piper epilosipes Trel.
703. Piper epunctatum Trel.
704. Piper erectamentum C.DC.
705. Piper erecticaule C.DC.
706. Piper erectipilum Yunck.
707. Piper erectum C.DC.
708. Piper eriocladum Sodiro
709. Piper eriopodon (Miq.) C.DC.
710. Piper erubescentispica Trel.
711. Piper erythrostachyum C.DC.
712. Piper erythroxyloides R.E.Schult. & García-Barr.
713. Piper escaleranum C.DC.
714. Piper escuadranum Trel.
715. Piper esperancanum Yunck.
716. Piper eucalyptifolium Rudge
717. Piper eucalyptiphyllum C.DC.
718. Piper eucalyptolimbum C.DC.
719. Piper eupodum C.DC.
720. Piper euryphyllum C.DC.
721. Piper eustylum Diels
722. Piper evasum Trel.
723. Piper evingeri Yunck.
724. Piper evulsipilosum Trel.
725. Piper ewanii Yunck.
726. Piper exactum Trel. & Standl.
727. Piper exasperatum Vahl
728. Piper excavatum Ruiz & Pav.
729. Piper excelsum G.Forst.
730. Piper excessum Trel.
731. Piper exiguicaule Yunck.
732. Piper exiguispicum Trel.
733. Piper expolitum Trel.
734. Piper externum Trel.
735. Piper factum Trel.
736. Piper fadyenii C.DC.
737. Piper faecatum Trel.
738. Piper fagifolium Trel.
739. Piper falanense Trel. & Yunck.
740. Piper falcifolium Trel.
741. Piper falcigerum Trel.
742. Piper falcispicum Yunck.
743. Piper falconeri C.DC.
744. Piper falculispicum Trel. & Yunck.
745. Piper fallax Vahl
746. Piper fallenii A.H.Gentry
747. Piper fallens Trel.
748. Piper fanshawei Yunck.
749. Piper faroense Yunck.
750. Piper fastiditum Trel. & Yunck.
751. Piper faviculiferum Trel.
752. Piper ferreyrae Yunck.
753. Piper ferriei C.DC.
754. Piper figlinum Trel.
755. Piper filipedunculum C.DC.
756. Piper filipes C.DC.
757. Piper filiramosum Callejas
758. Piper filistilum C.DC.
759. Piper fimbrirachium Callejas
760. Piper fimbriulatum C.DC.
761. Piper firmifolium Trel.
762. Piper firmolimbum C.DC.
763. Piper fischerianum C.DC.
764. Piper flagellicuspe Trel. & Yunck.
765. Piper flavescens (C.DC.) Trel.
766. Piper flavibaccum C.DC.
767. Piper flavicans C.DC.
768. Piper flavidum C.DC.
769. Piper flavifructum Trel.
770. Piper flaviramum C.DC.
771. Piper flavispicum C.DC.
772. Piper flavoviride C.DC.
773. Piper flexuosum Rudge
774. Piper fonteboanum Yunck.
775. Piper foreroi A.H.Gentry
776. Piper formici-tolerans Trel.
777. Piper formosum (Miq.) C.DC.
778. Piper forstenii C.DC.
779. Piper fortalezanum Trel.
780. Piper fortunaense Tebbs
781. Piper fortunyoanum Trel.
782. Piper fragile Benth.
783. Piper fragiliforme C.DC.
784. Piper fragrans Trel.
785. Piper fraguanum Trel.
786. Piper francovilleanum C.DC.
787. Piper fresnoense Trel. & Yunck.
788. Piper friedrichsthalii C.DC.
789. Piper frioense Standl. & Steyerm.
790. Piper froesii Yunck.
791. Piper frostii Trel. ex Callejas
792. Piper frustratum (Miq.) Boerl.
793. Piper fuertesii C.DC.
794. Piper fulgentifolium Yunck.
795. Piper fulgidum Yunck.
796. Piper fuligineum (Kunth) Steud.
797. Piper fuliginosum Sodiro
798. Piper fulvescenticaule Trel.
799. Piper funckii C.DC.
800. Piper fundacionense Steyerm.
801. Piper fungiforme Spokes
802. Piper fusagasuganum Trel. & Yunck.
803. Piper fuscescentispicum C.DC.
804. Piper fuscinervium Quisumb.
805. Piper fuscispicum Trel.
806. Piper fuscobracteatum Trel.
807. Piper futuri Trel. & Yunck.
808. Piper galeatum (Miq.) C.DC.
809. Piper galicianum Steyerm.
810. Piper gallatlyi C.DC.
811. Piper gamboanum (C.DC.) C.DC.
812. Piper garagaranum C.DC.
813. Piper gatunense Trel.
814. Piper gaudichaudianum (Kunth) Kunth ex Steud.
815. Piper gaumeri Trel.
816. Piper generalense Trel.
817. Piper geniculatum Sw.
818. Piper gentlei Trel.
819. Piper gentryi Steyerm.
820. Piper genuflexum Trel.
821. Piper georginum Trel. & Standl.
822. Piper gerardoi Callejas
823. Piper gerritii Callejas
824. Piper gibbiflorum C.DC.
825. Piper gibbilimbum C.DC.
826. Piper gibbosum C.DC.
827. Piper gigas Trel.
828. Piper gilvescens Trel.
829. Piper gilvibaccum Trel.
830. Piper giordanoi E.F.Guim. & D.Monteiro
831. Piper glaberrimum C.DC.
832. Piper glabratum (Kunth) Steud.
833. Piper glabrescens (Miq.) C.DC.
834. Piper glabribaccum Trel.
835. Piper glabribracteum Yunck.
836. Piper glabrifolium C.DC.
837. Piper glabrius Trel.
838. Piper glanduligerum C.DC.
839. Piper glandulosissimum Yunck.
840. Piper globulantherum C.DC.
841. Piper globulistigmum C.DC.
842. Piper goeldii C.DC.
843. Piper goesii Yunck.
844. Piper golfitoense Callejas
845. Piper gonagricum Trel.
846. Piper gonocarpum Trel.
847. Piper gorgonillense Trel. & Yunck.
848. Piper gracile Ruiz & Pav.
849. Piper gracilipes C.DC.
850. Piper graciliramosum Yunck.
851. Piper gracillimum Trel.
852. Piper graeffei Warb.
853. Piper grande Vahl
854. Piper grandilimbum C.DC.
855. Piper grandispicum C.DC.
856. Piper grantii Yunck.
857. Piper granulatum Trel.
858. Piper granuligerum Trel.
859. Piper gratum Trel.
860. Piper graveolens C.DC.
861. Piper grayumii Callejas
862. Piper griffithii C.DC.
863. Piper griseocaule Trel.
864. Piper griseolimbum Trel. & Yunck.
865. Piper griseopubens Trel.
866. Piper griseum C.DC.
867. Piper guacimonum (C.DC.) Trel.
868. Piper guahamense C.DC.
869. Piper gualeanum Sodiro ex C.DC.
870. Piper guanacostense C.DC.
871. Piper guanahacabibense Borhidi
872. Piper guapense Yunck.
873. Piper guatemalense Callejas
874. Piper guatopoense Yunck.
875. Piper guazacapanense Trel. & Standl.
876. Piper guedesii C.DC.
877. Piper guianense (Klotzsch) C.DC.
878. Piper guineense Schumach. & Thonn.
879. Piper gurupanum Yunck.
880. Piper gutierrezii Yunck.
881. Piper gymnocladum C.DC.
882. Piper gymnophyllum C.DC.
883. Piper hainanense Hemsl.
884. Piper halconense C.DC.
885. Piper halesiifolium (Kunth) Kunth ex Steud.
886. Piper hamiltonii C.DC.
887. Piper hammelii Callejas
888. Piper hancei Maxim.
889. Piper harlingii Yunck.
890. Piper harmandii C.DC.
891. Piper hartii C.DC.
892. Piper hartwegianum (Benth.) C.DC.
893. Piper hassleri C.DC.
894. Piper hatschbachii Yunck.
895. Piper haughtii Trel. & Yunck.
896. Piper havilandii C.DC.
897. Piper hayneanum C.DC.
898. Piper hebetifolium W.C.Burger
899. Piper hederaceum (Miq.) C.DC.
900. Piper heimii C.DC.
901. Piper hemmendorffii C.DC.
902. Piper heptandrum (Miq.) C.DC.
903. Piper hermannii Trel. & Yunck.
904. Piper hermes Trel. & Standl.
905. Piper hermosanum Yunck.
906. Piper herrerae Trel.
907. Piper heterobracteum Steyerm.
908. Piper heterocarpum Trel.
909. Piper heterophyllum Ruiz & Pav.
910. Piper heterotrichum C.DC.
911. Piper heydei C.DC.
912. Piper hians Trel.
913. Piper hieronymi C.DC.
914. Piper hillianum C.DC.
915. Piper hippocrepiforme Steyerm.
916. Piper hirtellipetiolum C.DC.
917. Piper hirtilimbum Trel. & Yunck.
918. Piper hirtovarium C.DC.
919. Piper hispidiramum C.DC.
920. Piper hispidiseptum Trel.
921. Piper hispidum Sw.
922. Piper hochiense Y.C.Tseng
923. Piper hodgei Yunck.
924. Piper hoehnei Yunck.
925. Piper hoffmannseggianum Schult.
926. Piper holdridgeanum W.C.Burger
927. Piper holguinianum Trel.
928. Piper hollrungii K.Schum. & Lauterb.
929. Piper holstii Callejas
930. Piper holtii Trel. & Yunck.
931. Piper holtonii C.DC.
932. Piper hondonadense Trel. & Yunck.
933. Piper hongkongense C.DC.
934. Piper hooglandii (I.Hutton & P.S.Green) M.A.Jaram.
935. Piper hookeri Miq.
936. Piper hookerianum (Miq.) C.DC.
937. Piper hosei C.DC.
938. Piper hosokawae Fosberg
939. Piper hostmannianum (Miq.) C.DC.
940. Piper huacachianum Trel.
941. Piper huacapistanum Trel.
942. Piper huallaganum Trel.
943. Piper huantanum Trel.
944. Piper huigranum Trel. & Yunck.
945. Piper huilanum C.DC.
946. Piper humaytanum Yunck.
947. Piper humillimum C.DC.
948. Piper humistratum Görts & K.U.Kramer
949. Piper humoense Trel.
950. Piper humorigaudens Trel.
951. Piper hydrolapathum C.DC.
952. Piper hylebates C.DC.
953. Piper hylophilum C.DC.
954. Piper hymenophyllum Miq.
955. Piper hymenopodum Sodiro
956. Piper hypoglaucum Miq.
957. Piper hypoleucum Sodiro
958. Piper ilheusense Yunck.
959. Piper illautum Trel.
960. Piper imberbe Trel. & Standl.
961. Piper immite Trel.
962. Piper immutatum Trel.
963. Piper imparipes Trel.
964. Piper imperiale (Miq.) C.DC.
965. Piper imperspicuibracteum Trel.
966. Piper impube Trel.
967. Piper inaequale C.DC.
968. Piper inauspicatum Trel.
969. Piper inclemens Trel. & Yunck.
970. Piper incomptum Trel.
971. Piper indecorum (Kunth) Kunth ex Steud.
972. Piper indianonum Trel.
973. Piper indiciflexum Trel.
974. Piper indicum C.DC.
975. Piper indignum Trel.
976. Piper infossibaccatum A.Huang
977. Piper infossum Y.C.Tseng
978. Piper infraluteum Trel.
979. Piper inhorrescens Trel.
980. Piper injucundum Trel.
981. Piper insectifugum C.DC. ex Seem.
982. Piper insignilaminum Trel. & Yunck.
983. Piper insignilimbum C.DC.
984. Piper insipiens Trel. & Yunck.
985. Piper insolens Trel.
986. Piper instabilipes Trel.
987. Piper insulicola Trel.
988. Piper interitum Trel.
989. Piper internibaccum C.DC.
990. Piper internovarium C.DC.
991. Piper interruptum Opiz
992. Piper intonsum Trel.
993. Piper intramarginatum Callejas
994. Piper iquitosense Trel.
995. Piper irazuanum C.DC.
996. Piper irrasum Trel.
997. Piper itatiaianum C.DC.
998. Piper itayanum Trel.
999. Piper ivonense Yunck.
1000. Piper ixocubvainense Standl. & Steyerm.
1001. Piper ixtlanense Callejas
1002. Piper jaboncillanum Trel. & Yunck.
1003. Piper jacaleapaense Callejas
1004. Piper jacquemontianum (Kunth) Kunth ex Steud.
1005. Piper jactatum Trel. & Standl.
1006. Piper jalapense M.Martens & Galeotti
1007. Piper jaliscanum S.Watson
1008. Piper japurense (Miq.) C.DC.
1009. Piper japvonum C.DC.
1010. Piper jauaense Steyerm.
1011. Piper javariense Yunck.
1012. Piper javitense Kunth
1013. Piper jenkinsii C.DC.
1014. Piper jericoense Trel. & Yunck.
1015. Piper jianfenglingense C.Y.Hao & Y.H.Tan
1016. Piper josephii R.Bernal
1017. Piper jubatum Trel.
1018. Piper jubimarginatum Yunck.
1019. Piper julianii Callejas
1020. Piper juliflorum Nees & Mart.
1021. Piper jumayense Trel. & Standl.
1022. Piper kadsura (Choisy) Ohwi
1023. Piper kandavuense A.C.Sm.
1024. Piper kanehiranum Trel.
1025. Piper kantetulense Trel.
1026. Piper kapruanum C.DC.
1027. Piper karpuragandhum J.Mathew & Yohannan
1028. Piper karwinskianum (Kunth) Kunth ex Steud.
1029. Piper kawakamii Hayata
1030. Piper kelleyi Tepe
1031. Piper kerberi C.DC.
1032. Piper keyanum C.DC.
1033. Piper khaoyaiense Suwanph. & D.A.Simpson
1034. Piper khasianum C.DC.
1035. Piper killipii Trel.
1036. Piper kimpitirikianum Trel.
1037. Piper kleinii Yunck.
1038. Piper klossii Ridl.
1039. Piper klotzschianum (Kunth) C.DC.
1040. Piper klugianum Trel.
1041. Piper klugii Yunck.
1042. Piper kongkandanum Suwanph. & Chantar.
1043. Piper konkintoense Trel.
1044. Piper koordersii C.DC.
1045. Piper kotanum C.DC.
1046. Piper kreangense C.DC.
1047. Piper krintjingense C.DC.
1048. Piper krukoffii Yunck.
1049. Piper kuhlmannii Yunck.
1050. Piper kunstleri C.DC.
1051. Piper kunthii (Miq.) C.DC.
1052. Piper kurgianum P.K.Mukh.
1053. Piper kurzii Ridl.
1054. Piper kwashoense Hayata
1055. Piper labillardierei C.DC.
1056. Piper lacandonense Callejas
1057. Piper laceratibracteum Trel.
1058. Piper lacunosum Kunth
1059. Piper ladoradense Trel. & Yunck.
1060. Piper ladrillense Trel.
1061. Piper laedans Trel.
1062. Piper laetispicum C.DC.
1063. Piper laeve Vahl
1064. Piper laevibracteum Trel.
1065. Piper laevicarpum Yunck.
1066. Piper laevigatum Kunth
1067. Piper lagenibaccum Trel.
1068. Piper lagoaense C.DC.
1069. Piper laguna-cochanum Trel. & Yunck.
1070. Piper lagunaense Trel. & Yunck.
1071. Piper lainatakanum C.DC.
1072. Piper lamasense Trel.
1073. Piper lanatibracteum Trel.
1074. Piper lanatum Roxb.
1075. Piper lanceifolium Kunth
1076. Piper lanceolatum Ruiz & Pav.
1077. Piper lancetillanum Trel.
1078. Piper lanciferum Standl. & Steyerm.
1079. Piper lancilimbum Yunck.
1080. Piper landakanum C.DC.
1081. Piper langlassei C.DC.
1082. Piper lanosibracteum Trel.
1083. Piper lanosicaule Trel.
1084. Piper lanyuense K.N.Kung & Kun C.Chang
1085. Piper laosanum C.DC.
1086. Piper lapathifolium (Kunth) Steud.
1087. Piper larutanum C.DC.
1088. Piper lateoblongum S.Moore
1089. Piper lateovatum Trel.
1090. Piper laterifissum Trel.
1091. Piper lateripilosum Yunck.
1092. Piper latibracteum C.DC.
1093. Piper latifolium L.f.
1094. Piper laurifolium Mill.
1095. Piper laurinum Roem. & Schult.
1096. Piper lauterbachii C.DC.
1097. Piper lawrancei Trel. & Yunck.
1098. Piper laxivenum C.DC.
1099. Piper lechlerianum C.DC.
1100. Piper ledermannii C.DC.
1101. Piper lehmannianum C.DC.
1102. Piper lemaense Yunck.
1103. Piper lempirense Callejas
1104. Piper lenticellosum C.DC.
1105. Piper lepidotum D.Parodi
1106. Piper leptocladum C.DC.
1107. Piper leptoneuron C.DC.
1108. Piper leptostilum C.DC.
1109. Piper lepturum (Kunth) Kunth ex Steud.
1110. Piper lessertianum (Miq.) C.DC.
1111. Piper leticianum C.DC.
1112. Piper leucophaeocaule Trel.
1113. Piper leucophaeum Trel.
1114. Piper leucophlebium Trel.
1115. Piper leucophyllum (Miq.) C.DC.
1116. Piper leucostachyum Trel. & Yunck.
1117. Piper levilimbum Trel.
1118. Piper lhotzkyanum (Kunth) Kunth ex Steud.
1119. Piper liebmannii C.DC.
1120. Piper limae Yunck.
1121. Piper limosum Yunck.
1122. Piper lincolnense Trel.
1123. Piper lindbergii C.DC.
1124. Piper lindenianum C.DC.
1125. Piper lindenii (Miq.) C.DC.
1126. Piper linearifolium C.DC.
1127. Piper lineativillosum Trel. & Yunck.
1128. Piper lineatum Ruiz & Pav.
1129. Piper lineolatifolium Trel. & Yunck.
1130. Piper lingshuiense Y.C.Tseng
1131. Piper linguliforme Steyerm.
1132. Piper lippoldii Saralegui
1133. Piper littlei Yunck.
1134. Piper littorale C.DC.
1135. Piper llatanum Trel.
1136. Piper loefgrenii Yunck.
1137. Piper lonchites Schult.
1138. Piper longamentum C.DC.
1139. Piper longeacuminatum Trel.
1140. Piper longepetiolatum (C.DC.) Trel.
1141. Piper longestamineum Trel.
1142. Piper longestylosum C.DC.
1143. Piper longiappendiculatum Steyerm.
1144. Piper longiauriculatum Yunck.
1145. Piper longicaudatum Trel. & Yunck.
1146. Piper longicaule C.DC.
1147. Piper longichaetum Yunck.
1148. Piper longifilamentum C.DC.
1149. Piper longifolium Ruiz & Pav.
1150. Piper longimucronatum Yunck.
1151. Piper longipedicellatum Quisumb.
1152. Piper longipedunculatum C.DC.
1153. Piper longipes C.DC.
1154. Piper longipilosum C.DC.
1155. Piper longipilum C.DC.
1156. Piper longispicum C.DC.
1157. Piper longistigmum C.DC.
1158. Piper longistipulum C.DC.
1159. Piper longivaginans C.DC.
1160. Piper longum L.
1161. Piper loretoanum Trel.
1162. Piper losoense Trel. & Yunck.
1163. Piper lucigaudens C.DC.
1164. Piper lundellianum Trel.
1165. Piper lundellii Trel.
1166. Piper lundii C.DC.
1167. Piper lunulibracteatum C.DC.
1168. Piper lutescens C.DC.
1169. Piper luxii C.DC.
1170. Piper macapaense Yunck.
1171. Piper macbrideanum Trel.
1172. Piper macedoi Yunck.
1173. Piper macerispicum Trel. & Yunck.
1174. Piper machadoanum C.DC.
1175. Piper machoense Callejas
1176. Piper machucanum Trel.
1177. Piper machupicchuense Trel.
1178. Piper macrocarpum C.DC.
1179. Piper macropiper Pennant
1180. Piper macropodum C.DC.
1181. Piper macropunctatum Yunck.
1182. Piper macrorhynchon (Miq.) C.DC.
1183. Piper macrostylum C.DC.
1184. Piper macrotrichum C.DC.
1185. Piper macrourum Kunth
1186. Piper maculatum Blume
1187. Piper madagascariense (Miq.) C.DC.
1188. Piper madeiranum Yunck.
1189. Piper magen B.Q.Cheng ex C.L.Long & Jun Yang bis
1190. Piper magnantherum C.DC.
1191. Piper magnificum Gentil ex Trel.
1192. Piper magnifolium (C.DC.) Trel.
1193. Piper magnilimbum C.DC.
1194. Piper magnispicum C.DC.
1195. Piper maingayi Hook.f.
1196. Piper majense Callejas
1197. Piper majusculum Blume
1198. Piper makruense C.DC.
1199. Piper malacocarpum K.Schum. & Lauterb.
1200. Piper malacophyllum (C.Presl) C.DC.
1201. Piper malgassicum Papini, Palchetti, M.Gori & Rota Nodari
1202. Piper malifolium Trel.
1203. Piper mamorense Yunck.
1204. Piper manabinum C.DC.
1205. Piper mananthum C.Wright
1206. Piper manausense Yunck.
1207. Piper mansericheanum Trel.
1208. Piper manzanillanum C.DC.
1209. Piper mapirense C.DC.
1210. Piper maraccasense Trel.
1211. Piper maranyonense Trel.
1212. Piper marequitense C.DC.
1213. Piper margaretae Trel.
1214. Piper margaritatum Trel.
1215. Piper marginatum Jacq.
1216. Piper marginecontinuum Callejas
1217. Piper marsupiiferum Trel.
1218. Piper martensianum C.DC.
1219. Piper martinense Trel.
1220. Piper marturetense Trel. & Yunck.
1221. Piper massiei C.DC.
1222. Piper mastersianum C.DC.
1223. Piper matanganum C.DC.
1224. Piper matinanum C.DC.
1225. Piper matthewsii C.DC.
1226. Piper matudae Lundell
1227. Piper maxonii C.DC.
1228. Piper maxwellianum C.DC.
1229. Piper mayanum Lundell
1230. Piper mazamariense Yunck.
1231. Piper mcphersonii Callejas
1232. Piper mcvaughii Bornst.
1233. Piper medinaense Yunck.
1234. Piper medinillifolium Quisumb.
1235. Piper mediocre C.DC.
1236. Piper meeboldii C.DC.
1237. Piper megacarpum J.Mathew
1238. Piper melanocaulon Quisumb.
1239. Piper melanocladum C.DC.
1240. Piper melanopremnum Trel. & Ekman
1241. Piper melanostachyum C.DC.
1242. Piper melanostictum (Miq.) C.DC.
1243. Piper melastomoides Schltdl. & Cham.
1244. Piper melchior (Sykes) M.A.Jaram.
1245. Piper mellibracteum Trel.
1246. Piper membranaceum C.DC.
1247. Piper mendezense Yunck.
1248. Piper mercedense Trel.
1249. Piper mercens Yunck.
1250. Piper meritum Trel.
1251. Piper merrillii C.DC.
1252. Piper mestonii F.M.Bailey
1253. Piper metallicum Hallier f.
1254. Piper metanum Trel. & Yunck.
1255. Piper methysticum G.Forst.
1256. Piper mexiae Trel. & Yunck.
1257. Piper mexicanum (Miq.) C.DC.
1258. Piper michelianum C.DC.
1259. Piper micoense Trel.
1260. Piper micranthera C.DC.
1261. Piper microstigma (Miq.) C.DC.
1262. Piper microtrichum C.DC.
1263. Piper middlesexense Trel. ex Callejas
1264. Piper miersinum (Miq.) C.DC.
1265. Piper miguel-conejoanum Trel. & Yunck.
1266. Piper mikanianum (Kunth) Steud.
1267. Piper mikaniifolium Trel.
1268. Piper mikii M.Hiroe
1269. Piper milciadesii Trel. & Yunck.
1270. Piper millegranum Yunck.
1271. Piper millepunctulatum Trel. & Yunck.
1272. Piper minasarum Steyerm.
1273. Piper minutantherum C.DC.
1274. Piper minuteauriculatum Callejas
1275. Piper minutescabiosum Trel.
1276. Piper minutiflorum Callejas
1277. Piper minutistigmum C.DC.
1278. Piper miquelianum C.DC.
1279. Piper mischocarpum Y.C.Tseng
1280. Piper mishuyacuense Trel.
1281. Piper mite Ruiz & Pav.
1282. Piper mitifolium Trel.
1283. Piper mituense Trel. & Yunck.
1284. Piper mocco-mocco Trel.
1285. Piper mocoanum Trel. & Yunck.
1286. Piper moense C.DC.
1287. Piper mohomoho C.DC.
1288. Piper mollicomum Kunth ex Steud.
1289. Piper mollipilosum C.DC.
1290. Piper mollissimum Blume
1291. Piper molliusculum Sodiro
1292. Piper monagasense Yunck.
1293. Piper monostigmum C.DC.
1294. Piper montanum C.DC.
1295. Piper montealegreanum Yunck.
1296. Piper monteluctans Trel.
1297. Piper monteverdeanum C.DC.
1298. Piper monteverdense Callejas
1299. Piper montium C.DC.
1300. Piper montivagum Ridl.
1301. Piper monurum Trel. & Yunck.
1302. Piper monzonense C.DC.
1303. Piper moreletii C.DC.
1304. Piper morelianum Yunck.
1305. Piper morianum Trel.
1306. Piper morilloi Steyerm.
1307. Piper morisonianum C.DC.
1308. Piper mornicola C.DC.
1309. Piper mosaicum Steyerm.
1310. Piper moscopanense Yunck.
1311. Piper mosenii (Trel.) C.DC.
1312. Piper mourae Yunck.
1313. Piper moyobambanum Trel.
1314. Piper mucronatum C.DC.
1315. Piper mucronulatum Blume
1316. Piper muelleri C.DC.
1317. Piper multiforme Trel. & Yunck.
1318. Piper multimammosum Trel.
1319. Piper multinodum C.DC.
1320. Piper multiplinervium C.DC.
1321. Piper multistigmum C.DC.
1322. Piper multitudinis Trel.
1323. Piper muluense O.Schwartz
1324. Piper munchanum C.DC.
1325. Piper mundum Trel.
1326. Piper muneyporense C.DC.
1327. Piper munyanum Trel.
1328. Piper muricatum Blume
1329. Piper murrayanum C.DC.
1330. Piper musteum Trel.
1331. Piper mutabile C.DC.
1332. Piper mutisii Trel. & Yunck.
1333. Piper myrmecophilum C.DC.
1334. Piper nagaense C.DC.
1335. Piper nagelii C.DC.
1336. Piper nanayanum Trel.
1337. Piper napo-pastazanum Trel. & Yunck.
1338. Piper narinoense Yunck.
1339. Piper nasutum Trel.
1340. Piper neblinanum Yunck.
1341. Piper nebuligaudens Yunck.
1342. Piper neesianum C.DC.
1343. Piper neglectum Trel.
1344. Piper negritosense Trel.
1345. Piper negroense C.DC.
1346. Piper nematanthera C.DC.
1347. Piper nervulosum C.DC.
1348. Piper neurostachyum C.DC.
1349. Piper nicaraguense Callejas
1350. Piper nicoyanum C.DC.
1351. Piper nigribaccum C.DC.
1352. Piper nigricaule Trel.
1353. Piper nigriconnectivum C.DC.
1354. Piper nigrispicum C.DC.
1355. Piper nigropunctatum C.DC.
1356. Piper nigroramum C.DC.
1357. Piper nigrovirens C.DC.
1358. Piper nigrum L.
1359. Piper niteroiense Yunck.
1360. Piper nitidifolium C.DC.
1361. Piper nitidulifolium Trel.
1362. Piper nobile C.DC.
1363. Piper nodosum C.DC.
1364. Piper non-retrorsum Trel.
1365. Piper noveninervium C.DC.
1366. Piper novogalicianum Bornst.
1367. Piper novogranatense C.DC.
1368. Piper nubigenum (Kunth) Kunth ex Steud.
1369. Piper nudibaccatum Y.C.Tseng
1370. Piper nudifolium C.DC.
1371. Piper nudilimbum C.DC.
1372. Piper nudipedunculum C.DC.
1373. Piper nudiramum C.DC.
1374. Piper nudispicuum C.DC.
1375. Piper nudum C.DC.
1376. Piper numinica Callejas
1377. Piper nuncupatum Trel.
1378. Piper oaxacanum C.DC.
1379. Piper obaldianum C.DC.
1380. Piper obatense O.Schwartz
1381. Piper obesispicum S.Moore
1382. Piper obiter-sericeum Trel.
1383. Piper oblanceolatum Trel.
1384. Piper oblancifolium Yunck.
1385. Piper obliqueovatum Trel.
1386. Piper obliquum Ruiz & Pav.
1387. Piper oblongatifolium Trel.
1388. Piper oblongatilimbum Trel.
1389. Piper oblongatum Opiz
1390. Piper oblongifructum Callejas
1391. Piper oblongum Kunth
1392. Piper obovantherum C.DC.
1393. Piper obovatifolium Trel.
1394. Piper obrutum Trel. & Yunck.
1395. Piper obscurifolium Callejas
1396. Piper obsessum Trel.
1397. Piper obtusilimbum C.DC.
1398. Piper obtusissimum Miq.
1399. Piper obtusistigmum C.DC.
1400. Piper obtusum C.DC.
1401. Piper obumbratifolium Trel.
1402. Piper obumbratum (Miq.) C.DC.
1403. Piper occultum Trel.
1404. Piper ocosingosense Callejas
1405. Piper oculatispicum Trel.
1406. Piper odoratum C.DC.
1407. Piper offensum Trel.
1408. Piper okamotoi M.Hiroe
1409. Piper oldhamii C.DC.
1410. Piper ollantaitambanum Trel.
1411. Piper omega Trel.
1412. Piper onus Trel.
1413. Piper opacibracteum Trel.
1414. Piper operosum Trel.
1415. Piper opizianum Fürnr.
1416. Piper oradendron Trel. & Standl.
1417. Piper oreophilum Ridl.
1418. Piper orizabanum C.DC.
1419. Piper ornatispicum Trel.
1420. Piper ornatum N.E.Br.
1421. Piper ornithorhynchum Trel.
1422. Piper oroense Yunck.
1423. Piper orosianum Trel.
1424. Piper orthostachyum (Kunth) Kunth ex Steud.
1425. Piper ospinense Trel. & Yunck.
1426. Piper ostii Trel.
1427. Piper otophorum C.DC.
1428. Piper otto-huberi Steyerm.
1429. Piper ottoniifolium C.DC.
1430. Piper ottonoides Yunck.
1431. Piper ovantherum C.DC.
1432. Piper ovatibaccum C.DC.
1433. Piper ovatilimbum C.DC.
1434. Piper ovatistigmum C.DC.
1435. Piper ovatum Vahl
1436. Piper oviedoi Urb.
1437. Piper oxycarpum C.DC.
1438. Piper oxyphyllum C.DC.
1439. Piper oxystachyum C.DC.
1440. Piper pacacanum Trel.
1441. Piper pachoanum C.DC.
1442. Piper pachyarthrum K.Schum.
1443. Piper pachyphloium C.DC.
1444. Piper pachyphyllum Baker
1445. Piper padangense C.DC.
1446. Piper paganicum Trel.
1447. Piper palenquense Callejas
1448. Piper palestinanum Trel. & Yunck.
1449. Piper pallidibracteum C.DC.
1450. Piper pallididorsum Trel.
1451. Piper pallidifolium C.DC.
1452. Piper pallidilimbum C.DC.
1453. Piper pallidirubrum C.DC.
1454. Piper palmanum Trel.
1455. Piper palmasanum C.DC.
1456. Piper palmeri C.DC.
1457. Piper paludis Callejas
1458. Piper paludosum C.DC.
1459. Piper pamploanum Trel. & Yunck.
1460. Piper panamense C.DC.
1461. Piper pandoense Yunck.
1462. Piper pansamalanum C.DC.
1463. Piper pantjarense C.DC.
1464. Piper papillicarpum Trel.
1465. Piper papillicaule Trel. & Yunck.
1466. Piper papilliferum Steyerm.
1467. Piper papulaecaule Trel.
1468. Piper papulatum Trel.
1469. Piper paraense (Miq.) C.DC.
1470. Piper paraguassuanum C.DC.
1471. Piper paraisense Trel.
1472. Piper paralaevigatum Trel.
1473. Piper paramaribense C.DC.
1474. Piper paranum Yunck.
1475. Piper parapeltobryon Trel.
1476. Piper parcirameum C.DC.
1477. Piper parcum Trel. & Yunck.
1478. Piper parianum Yunck.
1479. Piper parmatum Dressler
1480. Piper parong Quisumb.
1481. Piper partiticuspe Trel.
1482. Piper parvantherum C.DC.
1483. Piper parvicordulatum Trel.
1484. Piper parvipedunculum C.DC.
1485. Piper parviramosum Callejas
1486. Piper pastasanum Diels
1487. Piper patens Opiz
1488. Piper patentifolium Trel.
1489. Piper patulum Bertol.
1490. Piper patzulinum Trel. & Standl.
1491. Piper paucartamboanum Trel.
1492. Piper paucinerve C.DC.
1493. Piper paucipilosum Yunck.
1494. Piper pauciramosum Yunck.
1495. Piper paucistigmum C.DC.
1496. Piper paulianifolium Trel.
1497. Piper pavasense Trel.
1498. Piper pavimentifolium Trel.
1499. Piper pavonii (Miq.) C.DC.
1500. Piper payanum Yunck.
1501. Piper pearcei Yunck.
1502. Piper pebasense Trel.
1503. Piper peculiare Trel. & Yunck.
1504. Piper pedicellare C.DC.
1505. Piper pedicellatum C.DC.
1506. Piper pedunculatum C.DC.
1507. Piper peepuloides Roxb.
1508. Piper pellitum C.DC.
1509. Piper peltatifolium C.Y.Hao, H.S.Wu & Y.H.Tan
1510. Piper peltatum L.
1511. Piper peltifolium Callejas
1512. Piper peltilimbum Yunck.
1513. Piper penangense (Miq.) C.DC.
1514. Piper pendens Trel.
1515. Piper pendentispicum Trel. & Yunck.
1516. Piper pendulirameum Trel. & Yunck.
1517. Piper pendulispicum C.DC.
1518. Piper pentagonum Trel.
1519. Piper pentandrum C.DC.
1520. Piper penyasense Trel. & Yunck.
1521. Piper peracuminatum C.DC.
1522. Piper perareolatum C.DC.
1523. Piper perbarbatum C.DC.
1524. Piper perbrevicaule Yunck.
1525. Piper perbrevispicum Yunck.
1526. Piper perciliatum Trel. & Yunck.
1527. Piper percostatum Yunck.
1528. Piper perditum Trel.
1529. Piper perenense Trel.
1530. Piper perfugii Trel.
1531. Piper pergamentifolium Trel. & Standl.
1532. Piper pergeniculatum Trel.
1533. Piper perhispidum C.DC.
1534. Piper perijaense Steyerm.
1535. Piper perinaequilongum Trel.
1536. Piper perlasense Yunck.
1537. Piper perlongipedunculum Trel. & Standl.
1538. Piper permolle Trel. & Yunck.
1539. Piper permucronatum Yunck.
1540. Piper perpallidum Ekman, Urb. & Trel.
1541. Piper perpilosum C.DC.
1542. Piper perpurgatum Trel.
1543. Piper perpusillum Callejas
1544. Piper perscabrifolium Yunck.
1545. Piper perstipulare Steyerm.
1546. Piper perstrigosum Yunck.
1547. Piper persubulatum C.DC.
1548. Piper pertinax Trel. & Yunck.
1549. Piper pertomentellum Trel. & Yunck.
1550. Piper pertractatum Trel.
1551. Piper peruligerum Trel.
1552. Piper pervelutinum Trel.
1553. Piper pervenosum C.DC.
1554. Piper perverrucosum Trel. & Yunck.
1555. Piper pervicax Trel.
1556. Piper pervillosum Trel.
1557. Piper pervulgatum Trel.
1558. Piper pervulsum Trel. & Yunck.
1559. Piper petens Trel.
1560. Piper petiolare C.DC.
1561. Piper pexum Trel.
1562. Piper phaeophyllum Trel. & Standl.
1563. Piper phalangense C.DC.
1564. Piper phanerolepidum Trel.
1565. Piper phaneropus Trel.
1566. Piper philippinum Miq.
1567. Piper philodendon Ridl.
1568. Piper philodendroides Standl. & Steyerm.
1569. Piper phuwuaense Chaveer. & Tanee
1570. Piper phyllostictum (Miq.) C.DC.
1571. Piper phytolaccifolium Opiz
1572. Piper picardae C.DC.
1573. Piper picobonitoense F.G.Coe & Bornst.
1574. Piper piedadesense Trel.
1575. Piper piedecuestanum Trel. & Yunck.
1576. Piper pileatum Trel.
1577. Piper pilgeri C.DC.
1578. Piper pilibracteum Trel. & Yunck.
1579. Piper piliovarium Yunck.
1580. Piper pilirameum C.DC.
1581. Piper pilosissimum Yunck.
1582. Piper pilosiusculum Opiz
1583. Piper pilovarium Yunck.
1584. Piper piluliferifolium Trel. & Yunck.
1585. Piper piluliferum Kunth
1586. Piper pinaresanum Trel. & Yunck.
1587. Piper pinedoana Trel.
1588. Piper pinetorum Standl. & Steyerm.
1589. Piper pingbienense Y.C.Tseng
1590. Piper pinguifolium C.DC.
1591. Piper pinoganense Trel.
1592. Piper pinuna-negroense Trel. & Yunck.
1593. Piper piojoanum Trel. & Yunck.
1594. Piper piresii Yunck.
1595. Piper piscatorum Trel. & Yunck.
1596. Piper pitalitoense Yunck.
1597. Piper pittieri C.DC.
1598. Piper plagiophyllum K.Schum. & Lauterb.
1599. Piper planadosense Trel. & Standl.
1600. Piper planipes Trel.
1601. Piper planitiei Trel. & Yunck.
1602. Piper platylobum Sodiro
1603. Piper playa-blancanum Trel.
1604. Piper plumanum C.DC.
1605. Piper plumbeicolor Trel.
1606. Piper plurinervosum Yunck.
1607. Piper poasanum C.DC.
1608. Piper poeppigii (Kunth) Steud.
1609. Piper pogonioneuron Trel. & Standl.
1610. Piper poiteanum Steud.
1611. Piper politaereum Trel.
1612. Piper politifolium C.DC.
1613. Piper politii Yunck.
1614. Piper politum C.DC.
1615. Piper polyneurum C.DC.
1616. Piper polysyphonum C.DC.
1617. Piper polytrichum C.DC.
1618. Piper ponapense C.DC.
1619. Piper ponendum Trel.
1620. Piper ponesheense C.DC.
1621. Piper ponganum Trel.
1622. Piper pontis Trel.
1623. Piper popayanense C.DC.
1624. Piper poporense Trel. & Yunck.
1625. Piper populifolium Opiz
1626. Piper porphyrophyllum (Lindl.) N.E.Br.
1627. Piper porrectum C.DC.
1628. Piper portobellense C.DC.
1629. Piper porveniricola Trel.
1630. Piper poscitum Trel. & Yunck.
1631. Piper positum Trel.
1632. Piper postelsianum Maxim.
1633. Piper posusanum Trel.
1634. Piper potamophilum Trel. & Yunck.
1635. Piper pothoides (Miq.) Wall. ex C.DC.
1636. Piper pothophyllum Trel.
1637. Piper praeacutilimbum C.DC.
1638. Piper praemollitum Trel.
1639. Piper praesagium Trel. & Yunck.
1640. Piper premnospicum Tebbs
1641. Piper prianamense C.DC.
1642. Piper prietoi Yunck.
1643. Piper prismaticum C.DC.
1644. Piper procerifolium C.DC.
1645. Piper procerum Trel.
1646. Piper prodigum Trel.
1647. Piper protracticuspidatum Trel. & Yunck.
1648. Piper protractispicum C.DC.
1649. Piper protractum C.DC.
1650. Piper provulgatum Trel. & Yunck.
1651. Piper prunifolium J.Jacq.
1652. Piper pseudamboinense C.DC.
1653. Piper pseudoacreanum Steyerm.
1654. Piper pseudoaduncum C.DC.
1655. Piper pseudoaequale Steyerm.
1656. Piper pseudoalbuginiferum Trel.
1657. Piper pseudoarboreum Yunck.
1658. Piper pseudoasperifolium C.DC.
1659. Piper pseudobarbatum C.DC.
1660. Piper pseudobredemeyeri Steyerm.
1661. Piper pseudobumbratum C.DC.
1662. Piper pseudocallosum Trel.
1663. Piper pseudocativalense Trel.
1664. Piper pseudodelectans Callejas
1665. Piper pseudodilatatum C.DC.
1666. Piper pseudodivulgatum Steyerm.
1667. Piper pseudoeucalyptifolium Trel. & Yunck.
1668. Piper pseudofallens Callejas
1669. Piper pseudofimbriulatum Trel.
1670. Piper pseudoflexuosum Trel.
1671. Piper pseudofuligineum C.DC.
1672. Piper pseudogaragaranum Trel.
1673. Piper pseudoglabrifolium Trel.
1674. Piper pseudogrande Yunck.
1675. Piper pseudohastulatum Steyerm.
1676. Piper pseudolanceifolium Trel.
1677. Piper pseudolindenii C.DC.
1678. Piper pseudomatico Trel.
1679. Piper pseudomunchanum Trel.
1680. Piper pseudonigrum C.DC.
1681. Piper pseudopedicellatum P.K.Mukh.
1682. Piper pseudoperbrevicaule Callejas
1683. Piper pseudoperfugii Callejas
1684. Piper pseudoperuvianum C.DC.
1685. Piper pseudopopayanense Trel. & Yunck.
1686. Piper pseudopothifolium C.DC.
1687. Piper pseudoschippianum Callejas
1688. Piper pseudovariabile Trel.
1689. Piper pseudoviridicaule Trel.
1690. Piper pseudovulgatum Steyerm.
1691. Piper psilophyllum C.DC.
1692. Piper psilorhachis C.DC.
1693. Piper psilostachyum Kunth
1694. Piper psittacorum Endl.
1695. Piper pterocladum C.DC.
1696. Piper pubarulipes C.DC.
1697. Piper pubens Trel.
1698. Piper puberulescens Trel.
1699. Piper puberuliciliatum Yunck.
1700. Piper puberulidrupum Yunck.
1701. Piper puberulilimbum C.DC.
1702. Piper puberulinerva C.DC.
1703. Piper puberulirameum C.DC.
1704. Piper puberulispicum C.DC.
1705. Piper puberulum (Benth.) Seem.
1706. Piper pubibaccum C.DC.
1707. Piper pubicatulum C.DC.
1708. Piper pubinerve C.DC.
1709. Piper pubinervulum C.DC.
1710. Piper pubiovarium Yunck.
1711. Piper pubipedunculum C.DC.
1712. Piper pubipes C.DC.
1713. Piper pubipetiolum C.DC.
1714. Piper pubirhache C.DC.
1715. Piper pubistipulum C.DC.
1716. Piper pubisubmarginalum Yunck.
1717. Piper pubivaginatum Steyerm.
1718. Piper puente-altoanum Trel.
1719. Piper pulchrum C.DC.
1720. Piper pulleanum Yunck.
1721. Piper pullibaccum Trel.
1722. Piper pullibracteatum Trel.
1723. Piper puncticulatum Ridl.
1724. Piper punctiunculatum Trel.
1725. Piper punctulantherum C.DC.
1726. Piper punctulatum Standl. & Steyerm.
1727. Piper puniceum Trel.
1728. Piper puntarenasense Callejas
1729. Piper puraceanum Trel. & Yunck.
1730. Piper purdiei C.DC.
1731. Piper purpusianum Trel.
1732. Piper purulentum Trel. & Yunck.
1733. Piper purusanum Yunck.
1734. Piper pustulatum Yunck.
1735. Piper pustulicaule Trel.
1736. Piper putumayoense Trel. & Yunck.
1737. Piper puyoense Yunck.
1738. Piper pygmaeum Yunck.
1739. Piper pykarahense C.DC.
1740. Piper quadratilimbum Trel.
1741. Piper quadratiovarium Yunck.
1742. Piper quicheanum Callejas
1743. Piper quimirianum Trel.
1744. Piper quinqueangulatum Miq.
1745. Piper quinquenervium Warb.
1746. Piper quitense C.DC.
1747. Piper raapii C.DC.
1748. Piper rafflesii (Miq.) C.DC.
1749. Piper raizudoanum Trel. & Yunck.
1750. Piper ramirezii Callejas
1751. Piper ramosense Yunck.
1752. Piper ramosii C.DC.
1753. Piper rarispicum C.DC.
1754. Piper rarum C.DC.
1755. Piper rasile Trel.
1756. Piper recensitum Trel.
1757. Piper recessum R.O.Gardner
1758. Piper rechingeri C.DC.
1759. Piper recreoense Trel.
1760. Piper rectamentum Trel.
1761. Piper recuperatum Trel.
1762. Piper redactum Trel.
1763. Piper reductipes Trel.
1764. Piper regale C.DC.
1765. Piper regnellii (Miq.) C.DC.
1766. Piper reinwardtianum (Miq.) C.DC.
1767. Piper reitzii Yunck.
1768. Piper relaxatum Trel.
1769. Piper relictum Lekhak, Kambale & S.R.Yadav
1770. Piper rematense Trel.
1771. Piper remotinervium Görts
1772. Piper renitens (Miq.) Yunck.
1773. Piper reptabundum C.DC.
1774. Piper resalutatum Trel.
1775. Piper restio Trel.
1776. Piper restrictum Trel.
1777. Piper retalhuleuense Trel. & Standl.
1778. Piper reticulatum L.
1779. Piper reticulosum Opiz
1780. Piper retrofractum Vahl
1781. Piper retropilosum C.DC.
1782. Piper reventazonis Trel.
1783. Piper rhinostachyum Trel.
1784. Piper rhizocaule Trel.
1785. Piper rhodocarpum Trel.
1786. Piper rhododendrifolium (Kunth) Kunth ex Steud.
1787. Piper ribesioides Wall.
1788. Piper richardiifolium (Kunth) Kunth ex Steud.
1789. Piper ridleyi C.DC.
1790. Piper rigidomucronatum Callejas
1791. Piper riitosense Trel. & Yunck.
1792. Piper rinconense Trel.
1793. Piper rindjanense C.DC.
1794. Piper rindu C.DC.
1795. Piper riocajambrense Trel. & Yunck.
1796. Piper riocauchosanum Yunck.
1797. Piper riochiadoense Trel. & Yunck.
1798. Piper riodocense E.F.Guim. & Carv.-Silva
1799. Piper rioense Yunck.
1800. Piper riojanum Trel.
1801. Piper riomarguanum Trel. & Yunck.
1802. Piper rionechianum Yunck.
1803. Piper riozulianum Trel. & Yunck.
1804. Piper riparense C.DC.
1805. Piper ripicola C.DC.
1806. Piper rivi-vetusti Trel.
1807. Piper rivinoides (Kunth) Kunth ex Steud.
1808. Piper roblalense Yunck.
1809. Piper robleanum Trel. & Yunck.
1810. Piper robustipedunculum Yunck.
1811. Piper roemeri C.DC.
1812. Piper rogaguanum Trel.
1813. Piper ronaldii Steyerm.
1814. Piper roqueanum Trel.
1815. Piper rosei C.DC.
1816. Piper roseiflorum Callejas
1817. Piper roseovenulosum Trel.
1818. Piper rostratum Roxb.
1819. Piper rothschuhii C.DC.
1820. Piper rotundibaccum Trel.
1821. Piper rovirosae C.DC.
1822. Piper rubiginosum Trel.
1823. Piper rubramentum C.DC.
1824. Piper rubribaccum Trel.
1825. Piper rubripes Trel.
1826. Piper rubrospadix Trel.
1827. Piper rubrovenosum Rodigas
1828. Piper rubrum C.DC.
1829. Piper rude Kunth
1830. Piper rudgeanum (Miq.) C.DC.
1831. Piper rueckeri K.Schum.
1832. Piper rufescentibaccum C.DC.
1833. Piper rufibracteum C.DC.
1834. Piper rufinerve Opiz
1835. Piper rufipilum Yunck.
1836. Piper rufispicum C.DC.
1837. Piper rufum C.DC.
1838. Piper rugosibaccum Trel.
1839. Piper rugosifolium Trel.
1840. Piper rugosilimbum Trel.
1841. Piper rugosum Lam.
1842. Piper rukshagandhum J.Mathew
1843. Piper rumicifolium (Miq.) C.DC.
1844. Piper rumphii (Miq.) C.DC.
1845. Piper rupicola C.DC.
1846. Piper rupununianum Trel. & Yunck.
1847. Piper rusbyi C.DC.
1848. Piper rusticum Trel. & Yunck.
1849. Piper sabaletasanum Trel. & Yunck.
1850. Piper sabanaense Yunck.
1851. Piper sacchamatesense Yunck.
1852. Piper sagittifer Trel.
1853. Piper sagittifolium C.DC.
1854. Piper saldanhae Yunck.
1855. Piper salentoi Trel. & Yunck.
1856. Piper salgaranum Trel. & Yunck.
1857. Piper salicariifolium (Kunth) Kunth ex Steud.
1858. Piper salicifolium Vahl
1859. Piper salicinum Opiz
1860. Piper salicoides Yunck.
1861. Piper saloyanum Trel. & Yunck.
1862. Piper samanense Urb.
1863. Piper sambuanum C.DC.
1864. Piper sampaioi Yunck.
1865. Piper san-andresense Trel. & Yunck.
1866. Piper san-juananum Trel.
1867. Piper san-marcosanum C.DC.
1868. Piper san-martinense Trel. & Yunck.
1869. Piper san-miguelense Trel. & Yunck.
1870. Piper san-nicolasense Trel.
1871. Piper san-ramonense Trel.
1872. Piper san-roqueanum Trel.
1873. Piper san-vicentense Trel. & Yunck.
1874. Piper sancti-felicis Trel.
1875. Piper sandemanii Yunck.
1876. Piper sandianum C.DC.
1877. Piper sangorianum C.DC.
1878. Piper sanjuanilloense Callejas
1879. Piper santa-ritanum Trel.
1880. Piper santa-rosanum C.DC.
1881. Piper santae-clarae Standl. & Steyerm.
1882. Piper sapitense C.DC.
1883. Piper sapotoanum Trel.
1884. Piper sapotoyacuense Trel.
1885. Piper sararense Trel. & Yunck.
1886. Piper sarasinorum C.DC.
1887. Piper sarawakanum C.DC.
1888. Piper sarculatum (Trel.) Callejas
1889. Piper sarmentosum Roxb.
1890. Piper satisfactum Trel.
1891. Piper savagii C.DC.
1892. Piper savanense C.DC.
1893. Piper scabiosifolium Trel.
1894. Piper scabrellum Yunck.
1895. Piper scabridulicaule Trel.
1896. Piper scabridulilimbum Trel. & Yunck.
1897. Piper scabrifolium Hook. & Arn.
1898. Piper scabrilimbum C.DC. ex A.Schroed.
1899. Piper scabriseptum Trel.
1900. Piper scabriusculum A.Dietr.
1901. Piper scalariforme Trel.
1902. Piper scalarispicum Trel.
1903. Piper scalpens Trel.
1904. Piper scandenticaule Yunck.
1905. Piper scansum Trel. & Yunck.
1906. Piper schenckii C.DC.
1907. Piper schiedeanum Steud.
1908. Piper schippianum Trel. & Standl.
1909. Piper schizonephros C.DC.
1910. Piper schlechtendalianum C.DC.
1911. Piper schlechtendalii Steud.
1912. Piper schlechteri C.DC.
1913. Piper schlimii C.DC.
1914. Piper schmidtii Hook.f.
1915. Piper schottii (Miq.) C.DC.
1916. Piper schumannii C.DC.
1917. Piper schunkeanum Trel.
1918. Piper schuppii A.H.Gentry
1919. Piper schwackei C.DC.
1920. Piper sciaphilum C.DC.
1921. Piper scintillans Trel.
1922. Piper scleromyelum C.DC.
1923. Piper sclerophloeum C.DC.
1924. Piper scobinifolium Yunck.
1925. Piper scortechinii C.DC.
1926. Piper scutifolium Yunck.
1927. Piper scutilimbum C.DC.
1928. Piper scutispicum Trel.
1929. Piper sebastianum Yunck.
1930. Piper secundum Ruiz & Pav.
1931. Piper seducentifolium Trel.
1932. Piper selangorense C.DC.
1933. Piper semangkoanum C.DC.
1934. Piper semicordulatum Trel.
1935. Piper semicrudum Trel.
1936. Piper semiimmersum C.DC.
1937. Piper semimetrale C.DC.
1938. Piper seminervosum Trel. & Yunck.
1939. Piper seminitidulum Trel.
1940. Piper semiplenum Trel.
1941. Piper semitarium Trel. & Yunck.
1942. Piper semitransparens C.Y.Hao & Y.H.Tan
1943. Piper semivolubile C.DC.
1944. Piper semperflorens C.DC.
1945. Piper senporeiense Yamamoto
1946. Piper sepicola C.DC.
1947. Piper sepium C.DC.
1948. Piper septuplinervium (Miq.) C.DC.
1949. Piper sericeonervosum Trel.
1950. Piper serotinum Trel.
1951. Piper serpavillanum Trel.
1952. Piper serrulatum Yunck.
1953. Piper setebarraense E.F.Guim. & L.H.P.Costa
1954. Piper setigerum Trel.
1955. Piper setosum Trel. & Yunck.
1956. Piper setulosum Trel.
1957. Piper sibulanum C.DC.
1958. Piper sibunense Trel.
1959. Piper sierra-aroense Steyerm.
1960. Piper signatum Trel.
1961. Piper siguatepequense Trel.
1962. Piper silentvalleyense Ravindran, M.K.Nair & Asokan Nair
1963. Piper silvaense Yunck.
1964. Piper silvanorum Trel.
1965. Piper silvarum C.DC.
1966. Piper silvicola C.DC.
1967. Piper silvigaudens Yunck.
1968. Piper silvimontanum C.DC.
1969. Piper silvivagum C.DC.
1970. Piper simile Quisumb.
1971. Piper simulans Trel.
1972. Piper simularoideum Callejas
1973. Piper simulhabitans Trel.
1974. Piper sintenense Hatus.
1975. Piper sinuatifolium Trel.
1976. Piper sinuatispicum Trel.
1977. Piper sinuclausum Trel.
1978. Piper sinugaudens C.DC.
1979. Piper siquirresense Trel.
1980. Piper sirenasense Callejas
1981. Piper sivarajanii Karthik. & V.S.Kumar
1982. Piper skutchii Trel. & Yunck.
1983. Piper smitinandianum Suwanph. & Chantar.
1984. Piper sneidernii Yunck.
1985. Piper snethlagei Yunck.
1986. Piper sociorum Trel. & Yunck.
1987. Piper sodiroi C.DC.
1988. Piper sogerense S.Moore
1989. Piper sogerianum C.DC.
1990. Piper soledadense Trel.
1991. Piper solmsianum C.DC.
1992. Piper solutidrupum Yunck.
1993. Piper sonadense C.DC.
1994. Piper sonsonatense Standl. & S.Calderon
1995. Piper sororium (Miq.) C.DC.
1996. Piper sorsogonum C.DC.
1997. Piper sotae Yunck.
1998. Piper sotobosquense S.M.Niño & Dorr
1999. Piper spathelliferum Quisumb.
2000. Piper speratum Trel.
2001. Piper sperdinum C.DC.
2002. Piper sphaerocarpum (Griseb.) C.DC. ex C.Wright
2003. Piper sphaeroides C.DC.
2004. Piper spicilongum Trel.
2005. Piper spinacifolium Callejas
2006. Piper sprengelianum C.DC.
2007. Piper spruceanum C.DC.
2008. Piper squalipelliculum Trel.
2009. Piper squamuliferum C.DC.
2010. Piper squamulosum C.DC.
2011. Piper staminodiferum C.DC.
2012. Piper standleyi Trel.
2013. Piper statarium Trel. & Yunck.
2014. Piper steinbachii Yunck.
2015. Piper stellipilum (Miq.) C.DC.
2016. Piper stenocarpum C.DC.
2017. Piper stenocladophorum Trel.
2018. Piper stenocladum C.DC.
2019. Piper stenopodum C.DC.
2020. Piper stenostachys C.DC.
2021. Piper sternii Yunck.
2022. Piper stevensii Trel.
2023. Piper steyermarkii Yunck.
2024. Piper stileferum Yunck.
2025. Piper stillans Trel. & Standl.
2026. Piper stipitiforme C.C.Chang ex Y.C.Tseng
2027. Piper stipulaceum Opiz
2028. Piper stipulare A.C.Sm.
2029. Piper stipulosum Sodiro
2030. Piper stomachicum C.DC.
2031. Piper storkii Trel.
2032. Piper striaticaule Yunck.
2033. Piper striatifolium Yunck.
2034. Piper striatipetiolum Yunck.
2035. Piper strictifolium D.Monteiro & E.F.Guim.
2036. Piper strigillosicaule Trel.
2037. Piper strigillosum Trel.
2038. Piper strigosum Trel.
2039. Piper stuebelii Trel.
2040. Piper subaduncum Yunck.
2041. Piper subaequilaterum Trel.
2042. Piper subalbicans C.DC.
2043. Piper subalpinum Yunck.
2044. Piper subampollosum Callejas
2045. Piper subandinum C.DC.
2046. Piper subasperatum Trel.
2047. Piper subaspericaule C.DC.
2048. Piper subasperifolium Yunck.
2049. Piper subbullatum K.Schum. & Lauterb.
2050. Piper subcaniramum C.DC.
2051. Piper subcaudatum Trel.
2052. Piper subcinereum C.DC.
2053. Piper subconcinnum C.DC.
2054. Piper subcordatum (Miq.) C.DC.
2055. Piper subcordulatum Trel.
2056. Piper subcrenulatum C.DC.
2057. Piper subdilatatum Trel.
2058. Piper subdivaricatum Trel.
2059. Piper subduidaense Yunck.
2060. Piper subeburneum Trel. & Standl.
2061. Piper subepunctatum C.DC.
2062. Piper suberythrocarpum C.DC.
2063. Piper subexiguicaule Callejas
2064. Piper subfalcatum Yunck.
2065. Piper subflavicans Trel.
2066. Piper subflavispicum C.DC.
2067. Piper subflavum C.DC.
2068. Piper subfragile C.DC.
2069. Piper subfrutescens Trel. & Yunck.
2070. Piper subfuscum C.DC.
2071. Piper subgibbosum Callejas
2072. Piper subglabribracteatum C.DC.
2073. Piper subglabrifolium C.DC.
2074. Piper subglabrilimbum (Yunck.) Callejas
2075. Piper subglabrum C.DC.
2076. Piper subhirsutum Trel.
2077. Piper sublaevifolium Trel.
2078. Piper sublepidotum Yunck.
2079. Piper sublignosum Yunck.
2080. Piper sublineatum Kuntze
2081. Piper submolle Trel.
2082. Piper submultinerve C.DC.
2083. Piper subnitidifolium Yunck.
2084. Piper subnitidum C.DC.
2085. Piper subnudibracteum C.DC.
2086. Piper subnudispicum Trel.
2087. Piper subpatens Trel.
2088. Piper subpedale Trel. & Yunck.
2089. Piper subpenninerve Ridl.
2090. Piper subprostratum C.DC.
2091. Piper subpubibracteum C.DC.
2092. Piper subquadratum Trel.
2093. Piper subquinquenerve Trel.
2094. Piper subrepens Trel.
2095. Piper subrubrispicum C.DC.
2096. Piper subrugosum Yunck.
2097. Piper subscutatum C.DC.
2098. Piper subseptemnervium (Miq.) C.DC.
2099. Piper subsericeum Trel.
2100. Piper subsessilifolium C.DC.
2101. Piper subsessililimbum C.DC.
2102. Piper subsilvestre C.DC.
2103. Piper subsilvulanum C.DC.
2104. Piper substenocarpum C.DC.
2105. Piper substilosum Yunck.
2106. Piper subtomentosum Trel. & Yunck.
2107. Piper subtrinerve Trel.
2108. Piper subulatum C.DC.
2109. Piper subvariabile Trel.
2110. Piper subzhorquinense C.DC. ex Trel.
2111. Piper sucreense Trel. & Yunck.
2112. Piper suffrutescens C.DC.
2113. Piper suffruticosum Trel.
2114. Piper sugandhi Ravindran, K.N.Babu & V.G.Naik
2115. Piper suipigua Buch.-Ham. ex D.Don
2116. Piper sulcatum Blume
2117. Piper sulcinervosum Trel.
2118. Piper sumpi Trel.
2119. Piper sundaicum Blume
2120. Piper supernum Trel. & Yunck.
2121. Piper suratanum Trel. & Yunck.
2122. Piper surubresanum Trel.
2123. Piper swartzianum (Miq.) C.DC.
2124. Piper sylvaticum Roxb.
2125. Piper sylvestre Lour.
2126. Piper syringifolium Vahl
2127. Piper tabanicidum Trel.
2128. Piper tabernillanum Trel.
2129. Piper tabinense Trel.
2130. Piper taboganum C.DC.
2131. Piper tacanaense Callejas
2132. Piper tacananum Trel. & Standl.
2133. Piper tacarcunense Callejas
2134. Piper tacariguense Steyerm.
2135. Piper tachiranum Yunck.
2136. Piper tacticanum Trel. & Standl.
2137. Piper taiwanense T.T.Lin & S.Y.Lu
2138. Piper tajumulcoanum Trel. & Standl.
2139. Piper talbotii C.DC.
2140. Piper tamayoanum Steyerm.
2141. Piper tapantiense Trel.
2142. Piper taperanum Yunck.
2143. Piper taperinhanum Yunck.
2144. Piper tapianum Trel.
2145. Piper tarcolense Callejas
2146. Piper tardans Trel.
2147. Piper tectoniifolium (Kunth) Kunth ex Steud.
2148. Piper tecumense Trel.
2149. Piper tecutlanum Trel. & Standl.
2150. Piper telanum Trel.
2151. Piper telembi E.García
2152. Piper temiscoense Trel. ex Callejas
2153. Piper temptum Trel.
2154. Piper tenebricosum Trel.
2155. Piper tentatum Trel.
2156. Piper tenue Kunth
2157. Piper tenuibracteum C.DC.
2158. Piper tenuiculispicum Trel.
2159. Piper tenuicuspe (Miq.) C.DC.
2160. Piper tenuifolium C.DC.
2161. Piper tenuilimbum C.DC.
2162. Piper tenuimucronatum C.DC.
2163. Piper tenuinerve C.DC.
2164. Piper tenuipes C.DC.
2165. Piper tenuispicum C.DC.
2166. Piper tepicanum C.DC.
2167. Piper tepuiense Steyerm.
2168. Piper tequendanense C.DC.
2169. Piper terrabanum C.DC.
2170. Piper terryae Standl.
2171. Piper tesserispicum Trel.
2172. Piper tessmannii Trel.
2173. Piper teysmannii (Miq.) C.DC.
2174. Piper theobromifolium O.Schwartz
2175. Piper thermale Vahl
2176. Piper thomsonii (C.DC.) Hook.f.
2177. Piper thorelii C.DC.
2178. Piper tiguanum C.DC.
2179. Piper tilaranum Trel.
2180. Piper timbiquinum C.DC.
2181. Piper timbuchianum Trel.
2182. Piper timothianum A.C.Sm.
2183. Piper tinctum Trel.
2184. Piper tjambae C.DC.
2185. Piper tocacheanum C.DC.
2186. Piper tomas-albertoi Trel. & Yunck.
2187. Piper tomentosum Mill.
2188. Piper tomohonum C.DC.
2189. Piper tonduzii C.DC.
2190. Piper toppingii C.DC.
2191. Piper toronotepuiense Steyerm.
2192. Piper torresanum Trel.
2193. Piper torricellense Lauterb.
2194. Piper tortivenulosum Yunck.
2195. Piper tortuosipilum Trel.
2196. Piper tortuosivenosum Trel.
2197. Piper tovarense Trel. & Yunck.
2198. Piper townsendii C.DC.
2199. Piper trachydermum Trel.
2200. Piper trachyphyllum C.DC.
2201. Piper translucens Yunck.
2202. Piper transpontinum Trel.
2203. Piper travancorianum P.K.Mukh.
2204. Piper trianae C.DC.
2205. Piper triangulare Chew ex P.Royen
2206. Piper trichocarpon C.DC.
2207. Piper trichogynum C.DC.
2208. Piper trichoneuron (Miq.) C.DC.
2209. Piper trichophlebium Trel.
2210. Piper trichophyllum C.DC.
2211. Piper trichopus Trel.
2212. Piper trichorhachis C.DC.
2213. Piper trichostachyon (Miq.) C.DC.
2214. Piper trichostylopse Trel.
2215. Piper trichostylum C.DC.
2216. Piper tricolor Y.C.Tseng
2217. Piper tricuspe (Miq.) C.DC.
2218. Piper tridentipilum C.DC.
2219. Piper trigoniastrifolium C.DC.
2220. Piper trigonocarpum Trel.
2221. Piper trigonodrupum Yunck.
2222. Piper trigonum C.DC.
2223. Piper trinervium (Miq.) C.DC.
2224. Piper trineuron Miq.
2225. Piper triquetrofructum Trel.
2226. Piper tristemon C.DC.
2227. Piper tristigmum Trel.
2228. Piper truman-yunckeri Callejas
2229. Piper truncatibaccum C.DC.
2230. Piper truncatum Vell.
2231. Piper tsakianum C.DC.
2232. Piper tsangyuanense P.S.Chen & P.C.Zhu
2233. Piper tsarasotrae Papini, Palchetti, M.Gori & Rota Nodari
2234. Piper tsengianum M.G.Gilbert & N.H.Xia
2235. Piper tsuritkubense Trel.
2236. Piper tuberculatum Jacq.
2237. Piper tucumanum C.DC.
2238. Piper tuerckheimii C.DC.
2239. Piper tuisanum C.DC.
2240. Piper tumidinodum Yunck.
2241. Piper tumidipedunculum Trel.
2242. Piper tumidonodosum P.K.Mukh.
2243. Piper tumidum Kunth
2244. Piper tumupasense Yunck.
2245. Piper tungurahuae Sodiro
2246. Piper tuquesanum Callejas
2247. Piper turbense Trel.
2248. Piper turrialvanum C.DC.
2249. Piper tutuilae C.DC.
2250. Piper tuxtepecense Trel. ex Callejas
2251. Piper tuxtlense Callejas
2252. Piper uaupesense Yunck.
2253. Piper ubiqueasperum Trel.
2254. Piper ubiquescabridum Trel.
2255. Piper ucayalianum Trel.
2256. Piper udicola C.DC.
2257. Piper udimontanum C.DC.
2258. Piper uhdei C.DC.
2259. Piper ulceratum Trel.
2260. Piper uleanum Trel.
2261. Piper ulei C.DC.
2262. Piper ulvifolium K.Schum. & Lauterb.
2263. Piper umbellatum L.
2264. Piper umbricola C.DC.
2265. Piper umbriculum (Cuatrec.) M.A.Jaram. & Callejas
2266. Piper umbriense Trel. & Yunck.
2267. Piper umbrosum Kunth
2268. Piper uncinulatum Ridl.
2269. Piper ungaramense C.DC.
2270. Piper unguiculatum Ruiz & Pav.
2271. Piper unguiculiferum Trel.
2272. Piper unillanum Trel. & Yunck.
2273. Piper upalaense Callejas
2274. Piper urdanetanum C.DC.
2275. Piper urense Callejas
2276. Piper urophyllum C.DC.
2277. Piper urostachyum Hemsl.
2278. Piper urubambanum Trel.
2279. Piper uspantanense C.DC.
2280. Piper usumacintense Lundell
2281. Piper utinganum Yunck.
2282. Piper uvitanum C.DC.
2283. Piper vaccinum Standl. & Steyerm.
2284. Piper vaginans C.DC.
2285. Piper valdivianum Callejas
2286. Piper valetudinarii Trel.
2287. Piper valladolidense Yunck.
2288. Piper vallicola C.DC.
2289. Piper vanderveldeanum Trel.
2290. Piper varablancanum Trel.
2291. Piper variabile C.DC.
2292. Piper varibracteum C.DC.
2293. Piper variifolium (Miq.) C.DC.
2294. Piper variipilum C.DC.
2295. Piper variitrichum Yunck.
2296. Piper vellosoi Yunck.
2297. Piper velutinervium C.DC.
2298. Piper velutinibaccum C.DC.
2299. Piper velutininervosum Trel.
2300. Piper velutinobracteosum Callejas
2301. Piper velutinovarium C.DC.
2302. Piper velutinum Kunth
2303. Piper venamoense Steyerm.
2304. Piper veneralense Trel. & Yunck.
2305. Piper venosum (Miq.) C.DC.
2306. Piper ventoleranum Trel.
2307. Piper venulosissimum Yunck.
2308. Piper veraguanum Callejas
2309. Piper veraguense C.DC.
2310. Piper verbascifolium (Miq.) C.DC.
2311. Piper verbenanum C.DC.
2312. Piper veredianum Trel.
2313. Piper vergelense Trel. & Standl.
2314. Piper vermiculatum C.DC.
2315. Piper verruculicaule Trel.
2316. Piper verruculifolium Trel.
2317. Piper verruculigerum Trel.
2318. Piper verruculipetiolum Trel.
2319. Piper verruculosum C.DC.
2320. Piper versteegii C.DC.
2321. Piper vestitifolium C.DC.
2322. Piper vestitum C.DC.
2323. Piper vexans Trel.
2324. Piper via-chicoense Yunck.
2325. Piper viae-marginis Trel.
2326. Piper vicinum Trel.
2327. Piper vicosanum Yunck.
2328. Piper victorianum C.DC.
2329. Piper villalobosense Yunck.
2330. Piper villarrealii Yunck.
2331. Piper villipedunculum C.DC.
2332. Piper villirameum C.DC.
2333. Piper villiramulum C.DC.
2334. Piper villistipulum Trel.
2335. Piper villosispicum Trel.
2336. Piper villosissimum Yunck.
2337. Piper villosum C.DC.
2338. Piper viminifolium Trel.
2339. Piper virgatum Yunck.
2340. Piper virgenense Trel. & Yunck.
2341. Piper virginicum Trel. & Standl.
2342. Piper virgultorum C.DC.
2343. Piper viridescens Suwanph. & Chantar.
2344. Piper viridicaule Trel.
2345. Piper viridifolium Trel.
2346. Piper viridilimbum Trel.
2347. Piper viridistachyum Yunck.
2348. Piper virillanum C.DC.
2349. Piper viscaianum Trel. & Yunck.
2350. Piper vitabile Trel.
2351. Piper vitaceum Yunck.
2352. Piper viticaule Yunck.
2353. Piper vitiense A.C.Sm.
2354. Piper voigtii C.DC.
2355. Piper volubile C.DC.
2356. Piper wabagense W.L.Chew
2357. Piper wachenheimii Trel.
2358. Piper wagneri C.DC.
2359. Piper walkeri Miq.
2360. Piper wallichii (Miq.) Hand.-Mazz.
2361. Piper wangii M.G.Gilbert & N.H.Xia
2362. Piper weddellii C.DC.
2363. Piper wedelii Yunck.
2364. Piper wibomii Yunck.
2365. Piper wichmannii C.DC.
2366. Piper wightii Miq.
2367. Piper wilhelmense Chew ex P.Royen
2368. Piper wilsonii Trel.
2369. Piper wingfieldii Steyerm.
2370. Piper winkleri C.DC.
2371. Piper woytkowskii Yunck.
2372. Piper wrightii C.DC.
2373. Piper xanthocarpum C.DC.
2374. Piper xanthoneurum Trel.
2375. Piper xanthostachyum C.DC.
2376. Piper xiroresanum C.DC.
2377. Piper xylosteoides (Kunth) Steud.
2378. Piper yamaranguilaense Callejas
2379. Piper yanaconasense Trel. & Yunck.
2380. Piper yananoanum Trel.
2381. Piper yaracuyense Yunck.
2382. Piper yaxhanum Trel.
2383. Piper yessupianum Trel.
2384. Piper yinkiangense Y.C.Tseng
2385. Piper yoroanum Trel.
2386. Piper yousei Trel.
2387. Piper yucatanense C.DC.
2388. Piper yui M.G.Gilbert & N.H.Xia
2389. Piper yungasanum Yunck.
2390. Piper yunnanense Y.C.Tseng
2391. Piper yzabalanum C.DC.
2392. Piper zacapanum Trel. & Standl.
2393. Piper zacatense C.DC.
2394. Piper zarceroense Trel.
2395. Piper zarumanum Trel.
2396. Piper zentanum C.DC.
2397. Piper zeylanicum Miq.
2398. Piper zhorquinense C.DC.
2399. Piper zollingeri C.DC.
2400. Piper zonulatispicum Trel.